# パルミラ
座標: 北緯34度33分05秒 東経38度16分05秒 / 北緯34.55139度 東経38.26806度
パルミラ（英語: Palmyra; [ˌpælˈmaɪrə]、フランス語: Palmyre〈パルミール〉）は、シリア・アラブ共和国中部のホムス（ヒムス、ヒムシュ）県タドモル（アラビア語: تدمر, ラテン文字転写: TDMR、Tadmor, Tadmur, Tudmur）にある都市遺跡。シルクロードの隊商都市として発展したシリアを代表する遺跡の1つである。パルミラは、アレクサンドロス3世の東征の後に、ギリシア人がパルミュラと称したことによる。1980年、国際連合教育科学文化機関（ユネスコ、UNESCO）の世界遺産（文化遺産）に登録され、21世紀初頭までローマ様式の建造物など多数が残っていたが、シリア内戦の治安の悪化により、2013年に危機遺産とされ、2015年から2017年にISIL (IS) による破壊を受けた。

## 概要
パルミラは、古くからアラム語で現在のアラビア語名と同じ「タドモル」תדמר (Tadmor) と呼ばれていた。ナツメヤシの産地として知られたオアシス都市であり、アラム語やヘブライ語など古代セム語（北西セム語）ではナツメヤシの実のことを「タマル（タムル）」 תמר (tamar) といい、都市名はナツメヤシと関係があるとされる。ギリシア語でナツメヤシのことを「パルマ」ということから、ギリシア人やローマ人から「パルミラ」（「パーム〈ヤシの木〉の町」の意）と呼ばれた。
シリアの首都ダマスカスの北東約210キロメートル、シリア砂漠の中央にあって、ユーフラテス川の西方200キロメートル余りに位置し、地中海とユーフラテス川流域のほぼ中間部にあたる。海抜約400メートルで、北・西方向には山脈があり、複数のワジ（ワディ、水無川）が形成した扇状地にあるオアシスに建設されていた。
パルミラは、地中海沿岸と東のメソポタミアを結ぶ交易路となり、シリア砂漠を横断するキャラバン（隊商）にとって非常に重要な中継点であった。紀元前1世紀末から3世紀まで、シルクロードの中継都市として発展し、また、交易の関税もあって自立都市として繁栄した。ローマの属州にもなったが、2世紀にペトラがローマに吸収されると、通商権を引き継ぎ絶頂期に至った。この時期、パルミラにはローマ建築が立ち並び、アラブの民は、東のペルシア（パルティア）様式と西のギリシア・ローマ様式の習慣や服装をともに受容していた。
「軍人皇帝時代」にパルミラ帝国が成立し、270年頃に君臨したゼノビアの時代にはエジプトの一部も支配下に置かれた。しかし、ローマ皇帝アウレリアヌスは、当時分裂状態にあった帝国の再統一に向かわせるとパルミラ攻撃を開始。273年にパルミラは陥落し、ほぼ廃墟と化した。その後パルミラは、東ローマ帝国やイスラム帝国の支配下となった。そしてオスマン帝国の時代になり、17世紀のうちにパルミラの遺跡が再発見された。第一次世界大戦の後、遺跡と同じ名の現在にあるタドモルという新しい町がすぐ横に建設されている。パルミラには、ベル神殿やバールシャミン神殿、記念門や四面門のある列柱道路、半円形のローマ劇場など代表的な構造物があり、観光とともに発展したが、ISILにより遺跡や遺物の多くが破壊されている。

## 地名
ギリシア語やラテン語名である「パルミュラ（パルミラ）」が、ナツメヤシのギリシア語「パルマ」（パーム）によることから、現地名「タドモル」の語源を、古代セム語の「ナツメヤシの実」の意となる「タマル（タムル）」 に結びつけて、パルミラと同じくナツメヤシと関係があるとされる。しかしこれとは別に「タドモル」を、アラビア詩人ムタナッビーは「ダマール」（破壊）に関係づけたほか、絶景に富む景観により「タトモル」（覆う・包む）に関連するともいわれ、また、古代西セム語の語根である「ダムル」（保護する）から守備隊駐屯地に由来するともいわれるなど、その本来の意味は明らかでない。
旧約聖書の「歴代誌第二」8章4節では、古代イスラエルの王ソロモン（在位紀元前971-前932年）が荒野（あらの、荒れ野〈砂漠〉）に「タデモル」（タドモル、TDMR、‘Tadmor’ ）の町を建築したと記されている。「列王記第一」9章18節でも、ソロモンが築いた町や基地のなかに、荒野（死海付近の砂漠）の「タマル」（TMR、 ‘Tamar’ ）の名が見られるが、この部分も「タデモル」（タドモル）とされており、これはタマルとタドモルとの混同によるともいわれる。1世紀の史家フラウィウス・ヨセフスは、『ユダヤ古代誌』（第8巻）において、ソロモンが「タダモラ」（タドモル）を創建したと記し、ギリシア人によるパルミラの名も付記した上で、シリア人はタダモラと称するとしている。この1世紀前半からローマ人により「パルミラ」と公式に命名とされ、約250年にわたって使用された。同一碑文に地名が対訳・併記される場合、ギリシア語は「パルミラ」、パルミラ語では「タドモル」と明確に分けて記された。

## 地勢

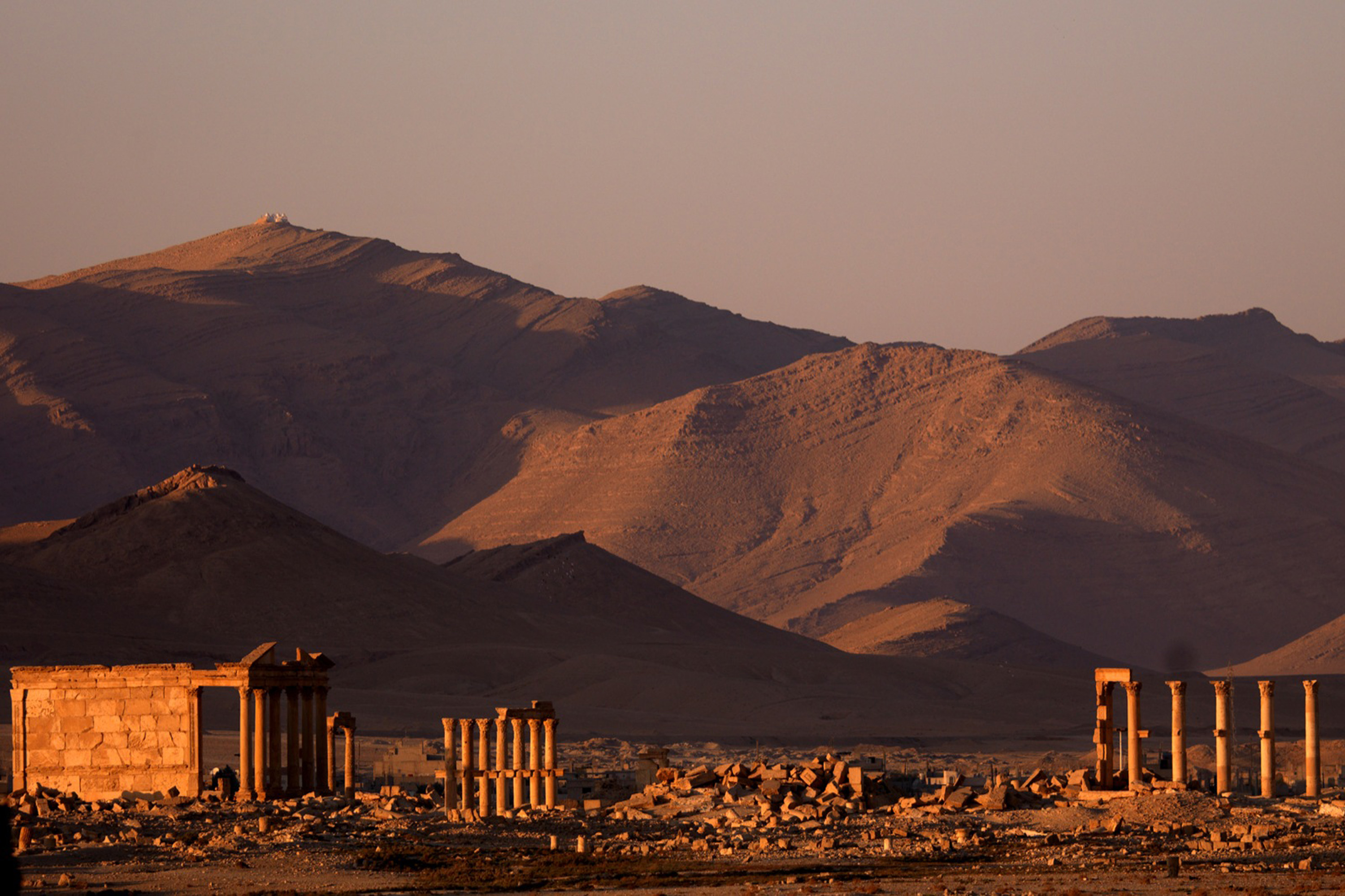
パルミラ北方の山地

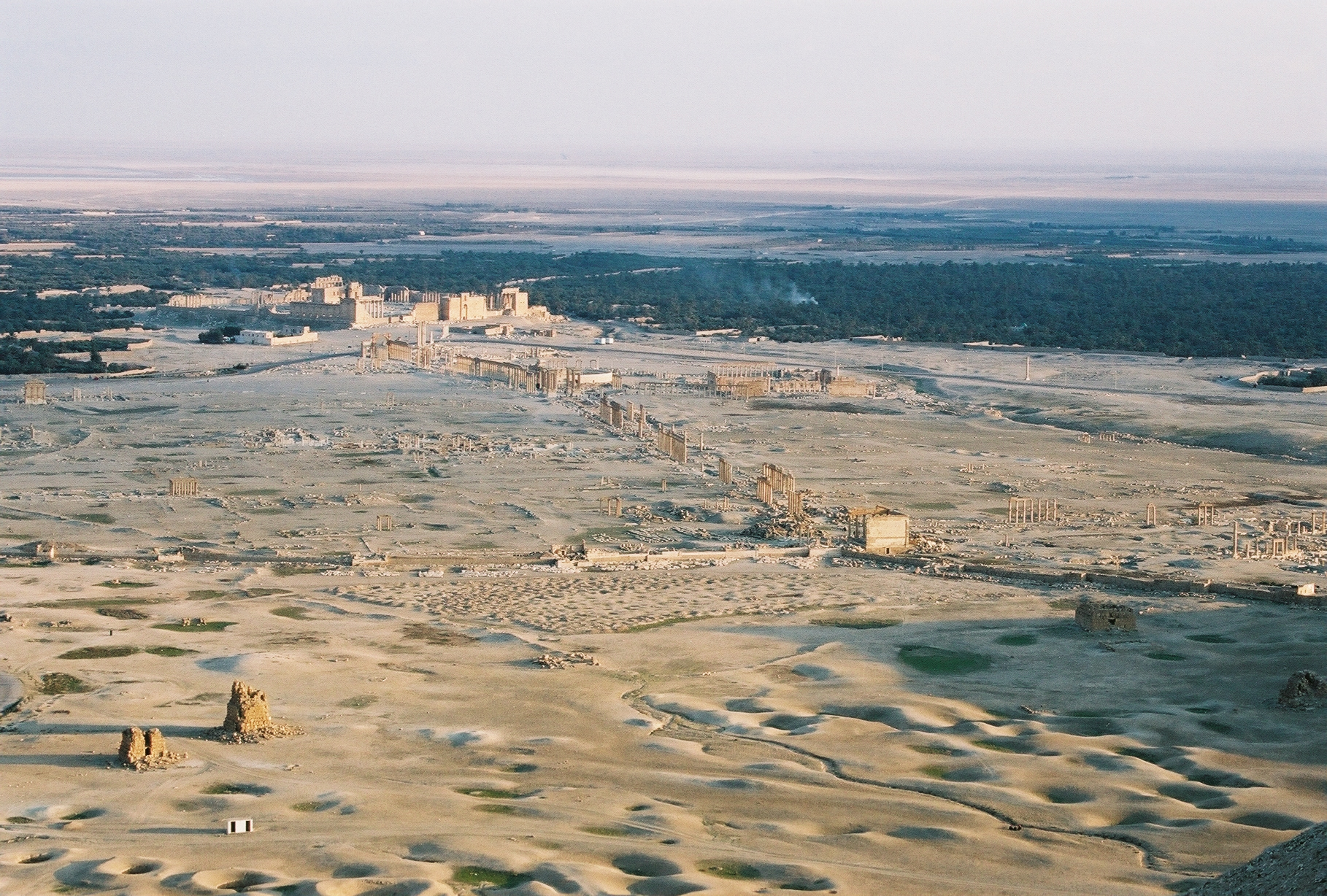
西のアラブ城から見たパルミラ遺跡の眺望（2005年）

パルミラは、ダマスカスより北東に約210キロメートル (230km、経路245km) のシリア砂漠のほぼ中央に位置する。20世紀初頭には、ウマやラクダで4日ほどの行程であった。また、ダマスカスの北160キロメートル (167km) にある県都ホムスから、パルミラは東に150キロメートル (158km) の道のりである。
パルミラの位置するシリア砂漠の中央部は、地中海沿岸（フェニキア）、エジプト、紅海、アラビア、ペルシア湾と、メソポタミアやアナトリアを結ぶ交易路の合流点となっており、パルミラはメソポタミアの中心部と地中海をつなぐ最短行路に位置することから、キャラバンにより非常に利用された中継点であった。
パルミラ（タドモル）は、シリア中央部の北東方向へと伸びる山脈のジャバル・アブ・ルジマイン（Jabal Abu Rujmayn、標高1275m）の南麓にあたる。標高約400メートルにあり（418m〈座標: 北緯34度33分43秒 東経38度17分02秒 / 北緯34.562度 東経38.284度〉）、北・西方向にそれぞれアル・マザール山（Jabal al Mazār、標高732m〈808m〉）、ハイヤーン山（Jabal Ḩayyān、標高910m〈941m〉）があって、東・南方向には砂漠地帯が広がる。シリア砂漠は、主に岩石砂漠であるものの、ステップのような草地も混在し、パルミラ北西の丘陵地帯では古くから放牧がなされる。

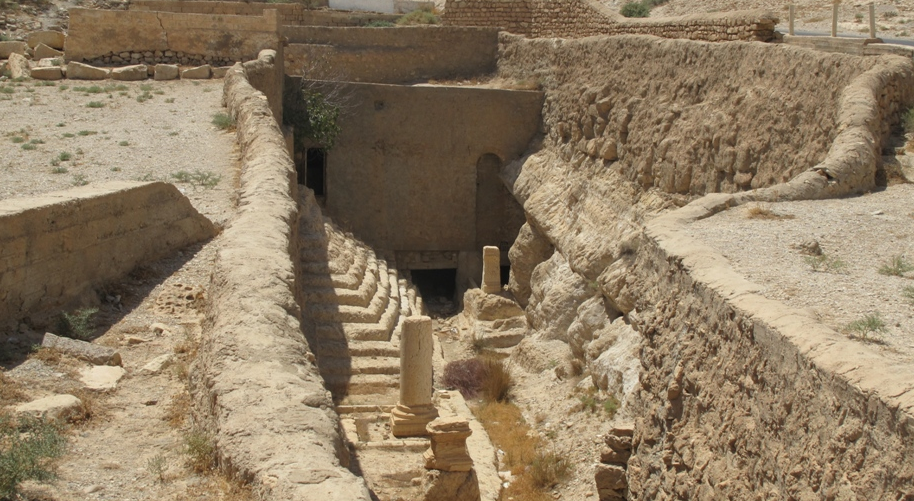
エフカの泉跡（2009年）

地中海沿岸の東側にレバノン山脈を中心とする高地帯が南北に延び、冬季に地中海の水蒸気による降雨を山脈におよぼすことで、シリア砂漠のオアシスに地下水がもたらされる。西から東に流れるようにしてワジ（ワディ）が通り、西（西南）側のムンタル山 (Ra's al Muntar、標高444m) の麓には、アラム語で「水の出口」（水源地）の意の「エフカ (Efqa〈Efca〉) の泉」と呼ばれる湧水があり、オアシスの灌漑および生活用水、それに硫黄温泉としても利用されていた。その北側にあるアラブ城（英: The Arabic Citadel）を頂く山の麓にも湧泉洞があり、また、西側の山麓などにはカナートの竪井戸跡が数多く点在しており、1963年頃まで飲料水としても使用された。その後、エフカの泉は1994年に涸れている。

### 気候
平均年間降水量は130ミリメートルぐらいまでで、多雨の年でも300ミリメートル程度である。夏季の4-9月は乾季（6-10月）にあたり降雨はない。夏季の日平均気温は摂氏30度に近く、日中は気温40度になり50度ぐらいまで上がることもあるが、湿度は低く、極暑・極乾である。冬季の10-3月の気温は最高摂氏20度ぐらいであり、最低で0度前後、積雪時にマイナス10度になることもある。
| パルミラの気候                                                                            | パルミラの気候 | パルミラの気候 | パルミラの気候 | パルミラの気候 | パルミラの気候 | パルミラの気候 | パルミラの気候 | パルミラの気候 | パルミラの気候 | パルミラの気候 | パルミラの気候 | パルミラの気候 | パルミラの気候 |
| 月                                                                                        | 1月            | 2月            | 3月            | 4月            | 5月            | 6月            | 7月            | 8月            | 9月            | 10月           | 11月           | 12月           | 年             |
| ----------------------------------------------------------------------------------------- | -------------- | -------------- | -------------- | -------------- | -------------- | -------------- | -------------- | -------------- | -------------- | -------------- | -------------- | -------------- | -------------- |
| 最高気温記録 °C （°F）                                                                    | 21.4 (70.5)    | 27.4 (81.3)    | 36.0 (96.8)    | 38.8 (101.8)   | 42.4 (108.3)   | 45.3 (113.5)   | 48.3 (118.9)   | 47.0 (116.6)   | 43.6 (110.5)   | 38.5 (101.3)   | 31.2 (88.2)    | 24.2 (75.6)    | 48.3 (118.9)   |
| 平均最高気温 °C （°F）                                                                    | 11.9 (53.4)    | 14.7 (58.5)    | 19.1 (66.4)    | 24.9 (76.8)    | 30.5 (86.9)    | 35.2 (95.4)    | 37.9 (100.2)   | 37.6 (99.7)    | 34.4 (93.9)    | 28.0 (82.4)    | 19.9 (67.8)    | 13.6 (56.5)    | 25.6 (78.1)    |
| 日平均気温 °C （°F）                                                                      | 6.7 (44.1)     | 9.0 (48.2)     | 12.8 (55)      | 17.9 (64.2)    | 23.1 (73.6)    | 27.3 (81.1)    | 29.4 (84.9)    | 29.0 (84.2)    | 26.2 (79.2)    | 20.5 (68.9)    | 13.2 (55.8)    | 8.2 (46.8)     | 18.6 (65.5)    |
| 平均最低気温 °C （°F）                                                                    | 2.1 (35.8)     | 3.8 (38.8)     | 6.8 (44.2)     | 11.4 (52.5)    | 15.8 (60.4)    | 19.3 (66.7)    | 21.3 (70.3)    | 21.2 (70.2)    | 19.0 (66.2)    | 14.0 (57.2)    | 7.5 (45.5)     | 3.5 (38.3)     | 12.1 (53.8)    |
| 最低気温記録 °C （°F）                                                                    | −10.4 (13.3)   | −7.6 (18.3)    | −6.7 (19.9)    | −1.0 (30.2)    | 4.0 (39.2)     | 12.2 (54)      | 12.5 (54.5)    | 14.9 (58.8)    | 9.0 (48.2)     | 3.2 (37.8)     | −6.1 (21)      | −8.5 (16.7)    | −10.4 (13.3)   |
| 降水量 mm （inch）                                                                        | 20.6 (0.811)   | 19.9 (0.783)   | 21.1 (0.831)   | 20.8 (0.819)   | 6.9 (0.272)    | 0.2 (0.008)    | 0.0 (0)        | 0.0 (0)        | 0.1 (0.004)    | 10.8 (0.425)   | 14.2 (0.559)   | 21.1 (0.831)   | 135.7 (5.343)  |
| 平均降水日数 （≥1.0 mm）                                                                  | 4.3            | 3.8            | 3.4            | 2.8            | 1.3            | 0.0            | 0.0            | 0.0            | 0.1            | 2.0            | 2.6            | 4.0            | 24.3           |
| % 湿度                                                                                    | 73             | 64             | 54             | 33             | 39             | 34             | 37             | 39             | 42             | 45             | 56             | 72             | 49             |
| 平均月間日照時間                                                                          | 164.3          | 184.8          | 229.4          | 258.0          | 319.3          | 363.0          | 381.3          | 362.7          | 297.0          | 263.5          | 213.0          | 164.3          | 3,200.6        |
| 平均日照時間                                                                              | 5.3            | 6.6            | 7.4            | 8.6            | 10.3           | 12.1           | 12.3           | 11.7           | 9.9            | 8.5            | 7.1            | 5.3            | 8.8            |
| 出典1：NOAA                                                                               |                |                |                |                |                |                |                |                |                |                |                |                |                |
| 出典2：Deutscher Wetterdienst (humidity, 1956–1978), Meteo Climat (record highs and lows) |                |                |                |                |                |                |                |                |                |                |                |                |                |

## 歴史
パルミラの近くには、旧石器時代のヒトの痕跡を示す洞窟遺跡が認められ、約7万5000年前からの旧石器時代中・後期の細石器類が多数発見されている。また、パルミラのエフカの泉付近より新石器時代の燧石片が発見されるとともに、パルミラの遺丘（テル、tell）の多くから同じく新石器時代のものが発見され、7000年前からの定着が認められる。ベル神殿の地層からも燧石片のほか青銅器時代中期（紀元前2200-前1550年）初頭の痕跡（陶片）が発見されている。
パルミラ（タドモル）について記した最古の遺物は、紀元前19世紀の古アッシリア語（アッカド語）粘土板文書であり、アナトリア半島（トルコ中部）のキュルテペで発見されたカッパドキア文書に、売買契約の証人「タドムリム（タドモル人）プズル＝イシュタル」(Puzur-Istar Ta-ad-mu-ri-im) の名が見られる。当時のタドモルは、古代のマリをシリア北部の都としたセム語族のアムル人が占有していた。このユーフラテス河畔のマリ遺跡（現、テル・ハリーリ）で発掘された紀元前18世紀の楔形文字（アッカド語）粘土板2枚からも、それぞれ「タドモル（タドメル）」（遊牧民族〈アラム人〉の「タドモル」襲撃）、「タドモル人（タドメル人）」（マリに来た「タドモル人」）の記述が見られる。紀元前1100年頃のアッシリア王ティグラト・ピレセル1世（在位紀元前1113-前1074年）の年代記を記した粘土板文書には、王が「アムル (Amurru) の国のタドマル（タドムル）」を攻略したと刻まれている。

### ヘレニズム時代
アケメネス朝ペルシア（紀元前550-前330年）のダレイオス1世（在位紀元前522-前486年）が西アジアのほぼ全域を統一すると、広大な地域を結ぶ交易路を支配して「王の道」とともに整備した。しかし、地方支配が不安定になり分裂や進入が始まり、マケドニアの大王アレクサンドロス3世（在位紀元前336-前323年）が紀元前331年に侵攻して（ガウガメラの戦い）アケメネス朝から覇権を奪い、その後、紀元前323年に没した。しかしこの間、都市・行路の整備、地方通貨の統一とともに、従来のアラム語に代えてギリシア共通語（コイネー）を公用語として、ギリシア文化を各地に浸透・融合させていった。
アレクサンドロス3世の没後にはディアドコイ戦争と呼ばれる後継者争いが勃発した。そして、セレウコス1世（在位紀元前304-前280年）が紀元前312年に分割された北・東部シリアを得てセレウコス朝（紀元前312-前63年）を創建。シリア、バビロニア、イラン高原を継承して支配した時代に、繁栄していたパルミラの町は、自治に委ねられ、後には独立した。この時代にヘレニズム文化が発展し、紀元前1世紀までに、当初のベル神殿が建立されている。また、多数の共同墓地である塔墓の建設も見られる。この紀元前1世紀以来、パルミラは4大部族が政治・経済を掌握し、それぞれ神殿を有していたとされる。紀元前44年から2世紀の碑文において、パルミラ語で「部族」（パハド、PḤD） を付した「族」（ブネー、BNY）の名は10を数え、「族」のみの名は60余りが知られているが、この4部族の名も各説が論じられており、コマラー (Komare) 族、マッタボール (Mattabol) 族、マージヤン (Ma'zin) 族、ミーター (Mita) 族とする説があるほか、複数の異説も唱えられる。さらに、時代により有力部族の変遷もあったことが考えられる。
紀元前64年、ローマ（共和政ローマ）のポンペイウスが、弱体化していたセレウコス朝を滅ぼして属州としたが、パルミラはその影響下にあるものの、一方のパルティア（アルサケス朝ペルシア、安息）勢力とローマ間の緩衝国のように独立を維持しながら、キャラバンの中継地として繁栄した。ローマのプリニウスは、その時代のパルミラについて『博物誌』（紀元77年）に、ローマとパルティアの2大強国の間にあり、両大国とも味方に引き込もうとするなどと記している。その間、紀元前50年にパルティアのオロデス2世（在位紀元前55/54-前37/36年）がシリアに侵攻したことがあり、また、ローマの歴史家アッピアノスの『ローマ誌 (Romaika) 』「内戦記」によれば、紀元前41年にローマのアントニウスがパルミラを襲撃して略奪を企てたが、事前に情報を得たパルミラ人は、全財産を携えてユーフラテス川の対岸（東岸）に渡り、射手を配置して万一の攻撃に備えた。そのためアントニウスの騎兵隊は何もない町から引き返したという。ユーフラテス川の中流域、パルミラより250キロメートルにあるドゥラ・エウロポス辺りからは、紀元前33年のベル（ベール）とヤルヒボールに奉献した神殿の建立を記すパルミラ語碑文、紀元後32年のバールシャミン神殿の建立を示す碑文などが発見されており、当時この地域へのパルミラ人居住が認められる。

### ローマ帝国時代

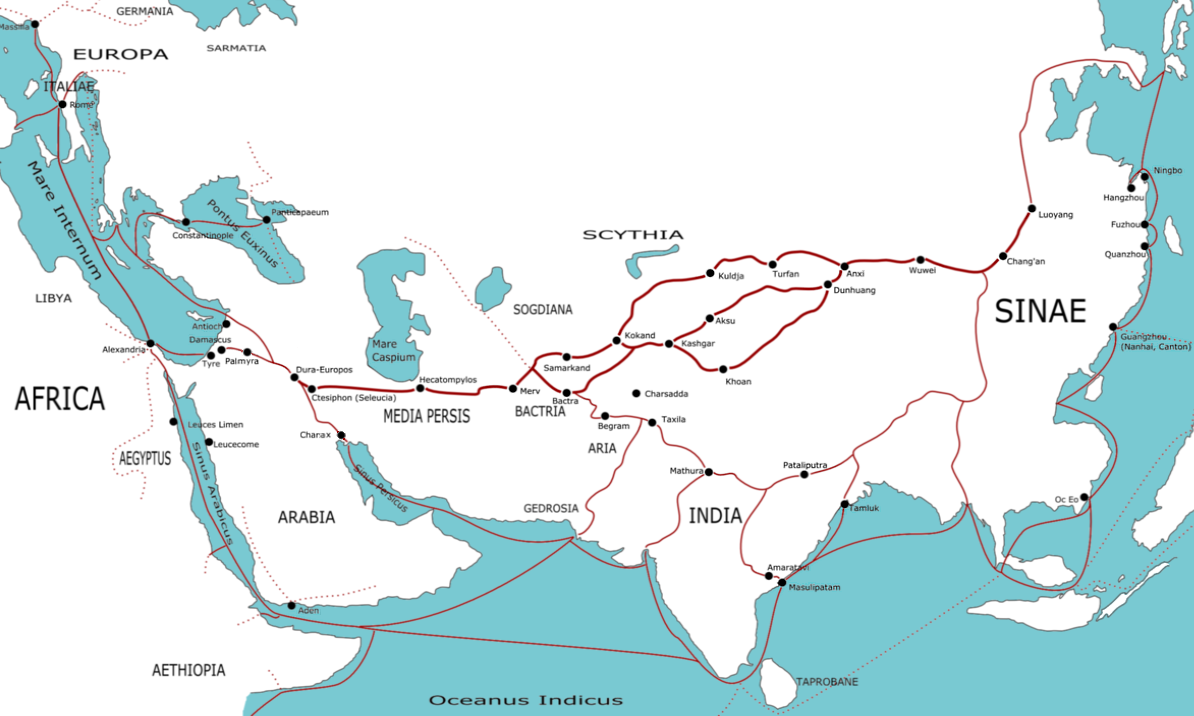
シルクロードとパルミラの位置
（1世紀頃〈紀元前520-後500年〉）

紀元前1世紀末からの東西貿易の進展により、キャラバンの往来が盛んになると、パルミラ人も東西各地に商業活動を展開した。紀元19年にはすでにパルミラ人がセレウキアに居住していたことが認められ、陸路の東方交易が示唆される。
ローマ第2代皇帝ティベリウス（在位14-37年）の時代、パルミラはローマ帝国のシリア属州の一部となった。1世紀初頭とされるパルミラ語碑文には、アレキサンデルというパルミラ人がローマのゲルマニクスにより派遣され、カラケネ王国（カラケーネー〈メセネ、マイシャン〉、紀元前2世紀後半-後3世紀初頭）の王オラブゼス1世 (Orabazes I) に使わされたと記されており、パルミラはその当時には、ペルシア湾を通じてインド（インダス川周辺）との海上貿易が盛んなカラケネとの交易があったことが示唆される。また、紀元70年と見られるパルミラのアゴラ（取引場）付近の碑文に、カラケネの首都カラクス・スパシヌ（スパシヌカラクス、カラクス〈現、ホラムシャハル付近〉）から上ってきたパルミラ商人が記されており、1世紀中頃よりパルミラ人の基地としての商業植民地がカラケネのペルシア湾岸にあったとされる。さらに108年からのパルミラ碑文により、パルティアのヴォロガセス1世（在位51-80年）が建てたユーフラテス中流域のヴォロゲシア (Vologesia〈ヴァラシャバード〉) へのパルミラ商人の居住が認められ、ペルシア湾と地中海を結ぶユーフラテス川を経由した東西交易が主体になったことが知られる。

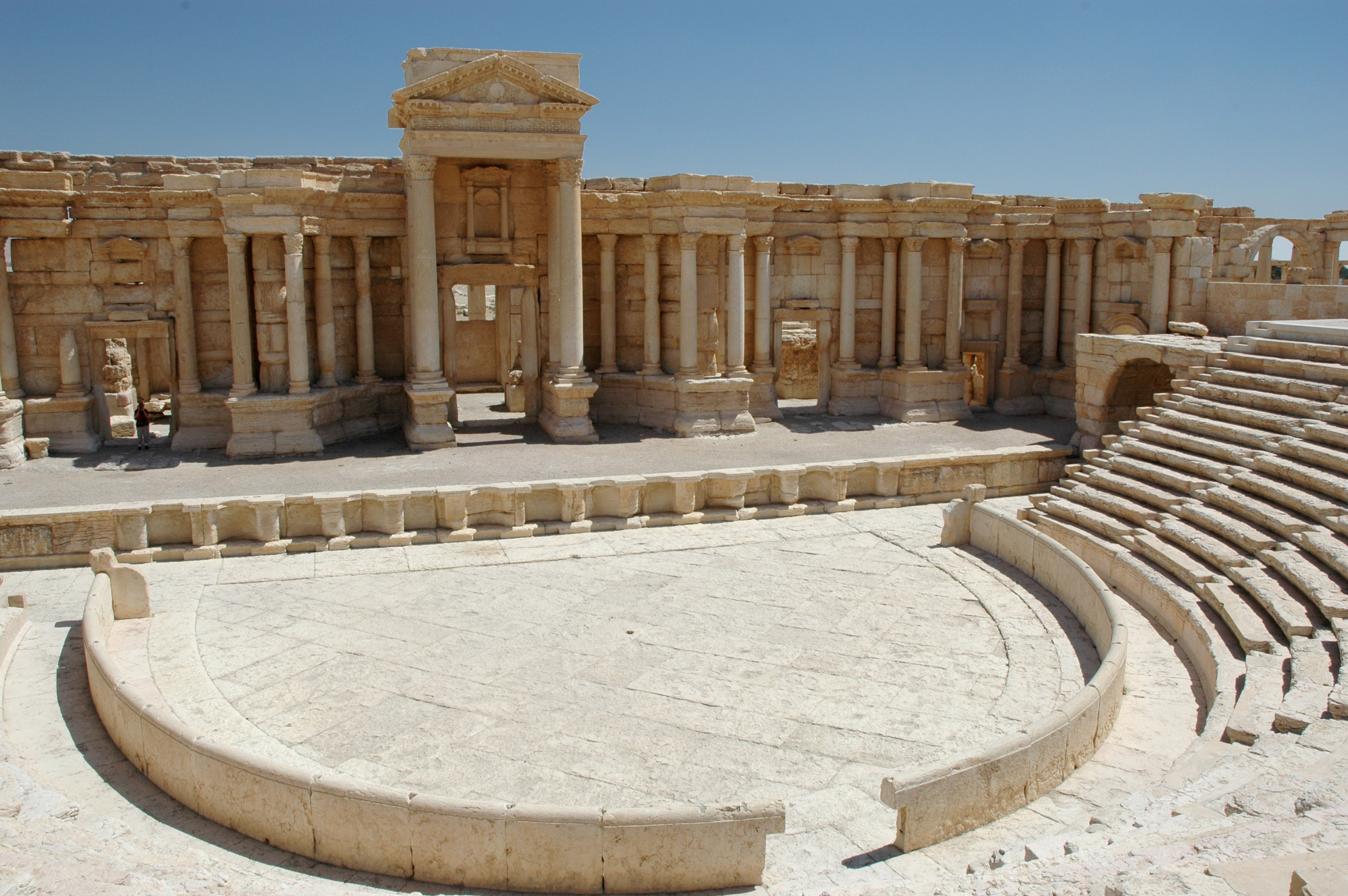
2世紀前半のパルミラのローマ劇場（2004年）

105年、南のペトラを首都として地中海とペルシア湾との中継地として繁栄したナバテア王国が、皇帝トラヤヌス（在位98-117年）に降伏し、106年にローマに併合されてアラビア・ペトラエア（アラビア属州、Provincia Arabia）になると、その通商権はパルミラに移り、ローマ帝国と東方のペルシアからインド、中国を結ぶパルミラの重要性がこの時代に増していった。2世紀前半の123年と129年の2度、ローマの拡大路線を転換した皇帝ハドリアヌス（在位117-138年）がパルミラを訪れている。ハドリアヌスは一大隊商都市となったパルミラに自由都市の資格を与え、137年には関税法の制定を許したことで、パルミラは、「パルミラ・ハドリアナ」（「ハドリアナ＝パルミラ」〈ハドリアヌスのパルミラの意〉）、もしくは「ハドリアノポリス」（ハドリアヌスの都市）と称されるようになった。

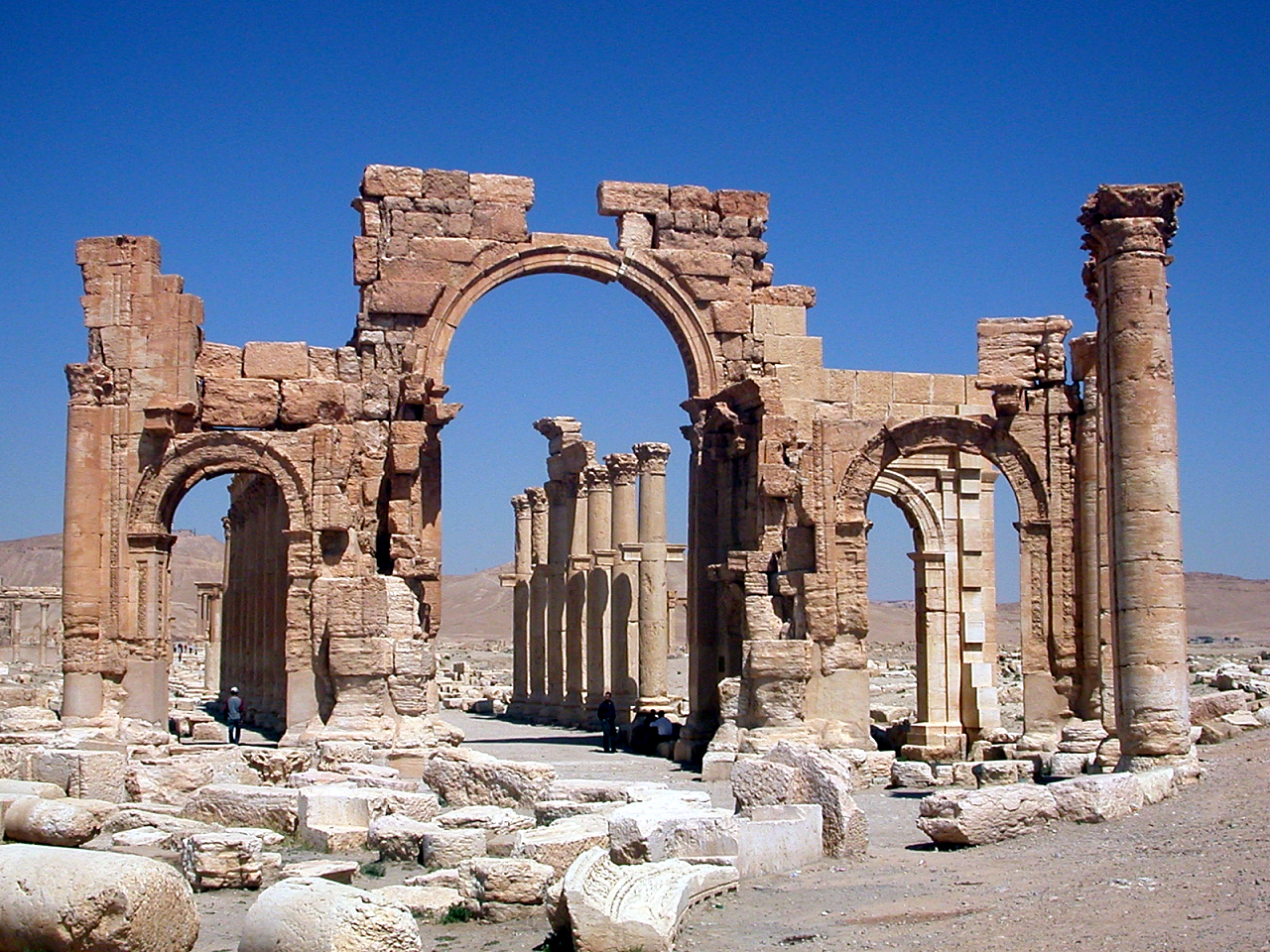
パルミラ遺跡の東側の記念門（2004年）

カラケネとの交易がいよいよ活発になると、150年代にはパルミラ人自らも東方（インダス川河口地域）への航海に一部進出したことが碑文などから認められる。一方、パルミラからの碑文には、西方への進出に関するものはないが、地中海沿岸への往来は容易であり、イタリアをはじめ、ローマ帝国のもとにあったエジプト（コプトス）、ルーマニア（ダキア）、アルジェリア（ヌミディア）、イギリス（ブリタニア）などからパルミラ語碑文の墓碑や奉献文が発見されている。
セウェルス朝（193-235年）を建てた皇帝セプティミウス・セウェルス（在位193-211年）がパルミラを訪れた後、息子のカラカラ帝（在位211-217年）の時代に植民都市に昇格したパルミラは商業活動を極めた。このセウェルス朝の時代に、列柱道路はベル神殿に向けて延ばされ、ローマ風の記念門（凱旋門）が構築されるなど最盛期を迎えた。

### 諸王の王
222年、パルミラと関係の深いカラケネ王国は、パルティア（アルサケス朝）を倒してサーサーン朝ペルシア（224-651年）を興したアルダシール1世（在位226年頃-241年）によって滅ぼされた。その後、サーサーン朝は230年にメソポタミアを占領すると、ペルシア湾を支配して海上交易を拡大していった。シャープール1世（在位241-272年）の時代にわたってシリアからメソポタミアにかけてサーサーン朝とローマとの戦闘が相次ぎ、パルミラの通商が途絶えがちになるに従い、パルミラの射手を中心とする部隊がローマのもと編成されていく。
260年に皇帝ウァレリアヌス（在位253-260年）が、シャープール1世との戦闘（シリア・メソポタミア戦争）において、エデッサ（現、ウルファ）の戦いで捕虜となり、首都クテシフォンで虜囚のまま虐殺されると、セプティミウス・オダエナトゥス（オダイナト〈ウダイナ〉）が、262年、凱旋の途につくシャープール軍をユーフラテス河畔において襲撃し、クテシフォンまで追い詰め一矢を報いた。オダエナトゥスはアラブ人の家系であり、元老院議員で「タドモル首長」（レーシュ＝タドモル〈RŠ TDMWR〉、パルミラ太守〈ギリシア語: exarchos Palmyrenōn〉）の称号を持ったハイラーン (Ḥairan) の息子であった。
オダエナトゥスは、続いてガッリエヌス（在位253-268年）を支援して対抗勢力を討つなど皇帝の即位に貢献したことで、内憂外患に悩まされるローマの東の守りを任されるに至った。後の271年のパルミラ語碑文には「諸王の王」（王の中の王）にして「東方全域の総督（改革者・再建者）」という称号が記されている。本拠パルミラはローマから半独立状態にあり、オダエナトゥスは東方総督として、肥沃な三日月地帯のシリアからメソポタミアのオアシス都市を味方にして、常にサーサーン朝と対峙したが、267年の出征の際、オダエナトゥスと長男ヘロデス (Herodes) が、エメサ（現、ホムス）で、甥のマエオニウスによって暗殺された。しかし、オダエナトゥスの後妻であったゼノビア（バト＝ザッバイ〈BTZBY、Bath-Zabbai〉「ザッバイの娘」の意）が間もなく鎮圧し、実子のウァバッラトゥス（ワーバラト、ワハバッラート〈「神アッラートの贈り物」の意〉）を擁立してパルミラの実権を握った。文化的素養があったといわれるゼノビアは、側近の一人として哲学者カッシオス・ロンギノスを顧問に迎えている。

### パルミラ帝国
オダエナトゥス亡き後、皇帝ガッリエヌスは東方の司令官にヘラクリアヌスを就かせ、ペルシアに遠征を命じたが、パルミラ軍の攻撃に会い失敗している。しかしこの当時、シリアの州都アンティオキア（現、アンタキヤ）はまだローマの支配下にあった。一方、ローマでは268年にクラウディウス・ゴティクス（在位268-270年）が皇位に就くも270年に没し、同じ時代にゲルマン人部族の侵入などもあって混乱するなか、ゼノビアはパルミラの将軍ザブダスをアラビア・ペトラエア（アラビア属州）の都ボストラ（現、ボスラ）に遠征させた（ボストラ略奪）。さらに交易の要衝であったアエギュプトゥス（エジプト属州）のアレクサンドリアにザブダス率いるパルミラ軍7万人を派遣して占領した（パルミラのエジプト征服）。パルミラ軍がアンティオキアに侵攻したのは270年頃といわれる。そしてアウレリアヌス（在位270-275年）がローマ皇帝に即位した後、ゼノビアは「女王」の称号をもって独立を宣言したと見られ、272年には、帝国における皇妃（女王）の称号「アウグスタ」を名乗り、また、息子ウァバッラトゥスを皇帝である「アウグストゥス」としている。

古代ローマ時代271年の勢力図
ガリア帝国
ローマ帝国
パルミラ帝国

ローマ帝国の属州であったシリア・パレスティナ、アラビア・ペトラエア、アエギュプトゥスを支配して領土を拡大したパルミラは、さらにカッパドキアのアンキュラ（現、アンカラ）も占領し、アナトリア（小アジア）にまで進出した。しかし、272年初頭に皇帝アウレリアヌスがパルミラ制圧に乗り出すと、プロブスにアエギュプトゥスへの遠征を命じるとともに、皇帝自らもアナトリアに親征し、諸都市をほとんど無血奪還した。ゼノビアは、アンティオキア近郊のイマエの戦い、さらにエメサの戦いにおいても敗北すると、パルミラに退いて持久戦を試みるが、その後272年のうちに、遂にユーフラテス河畔で捕らえられ、ローマに送られた。虜囚となったゼノビアは、歴史家ゾシモスの『ローマ史 (Historia Nova) 』によれば、ローマに連行される途中で疾病あるいは絶食により亡くなったといわれるほか、『ヒストリア・アウグスタ（ローマ皇帝群像）』では、274年、ローマで皇帝アウレリアヌスの凱旋式に引き立てられた後、近郊のティブル（現、ティヴォリ）にヴィラ（邸宅）を持つことを許されて豊かな余生を送ったとされる。ロンギヌスらパルミラの高官は処刑された。そして273年、反乱を起こしたパルミラは破壊された。

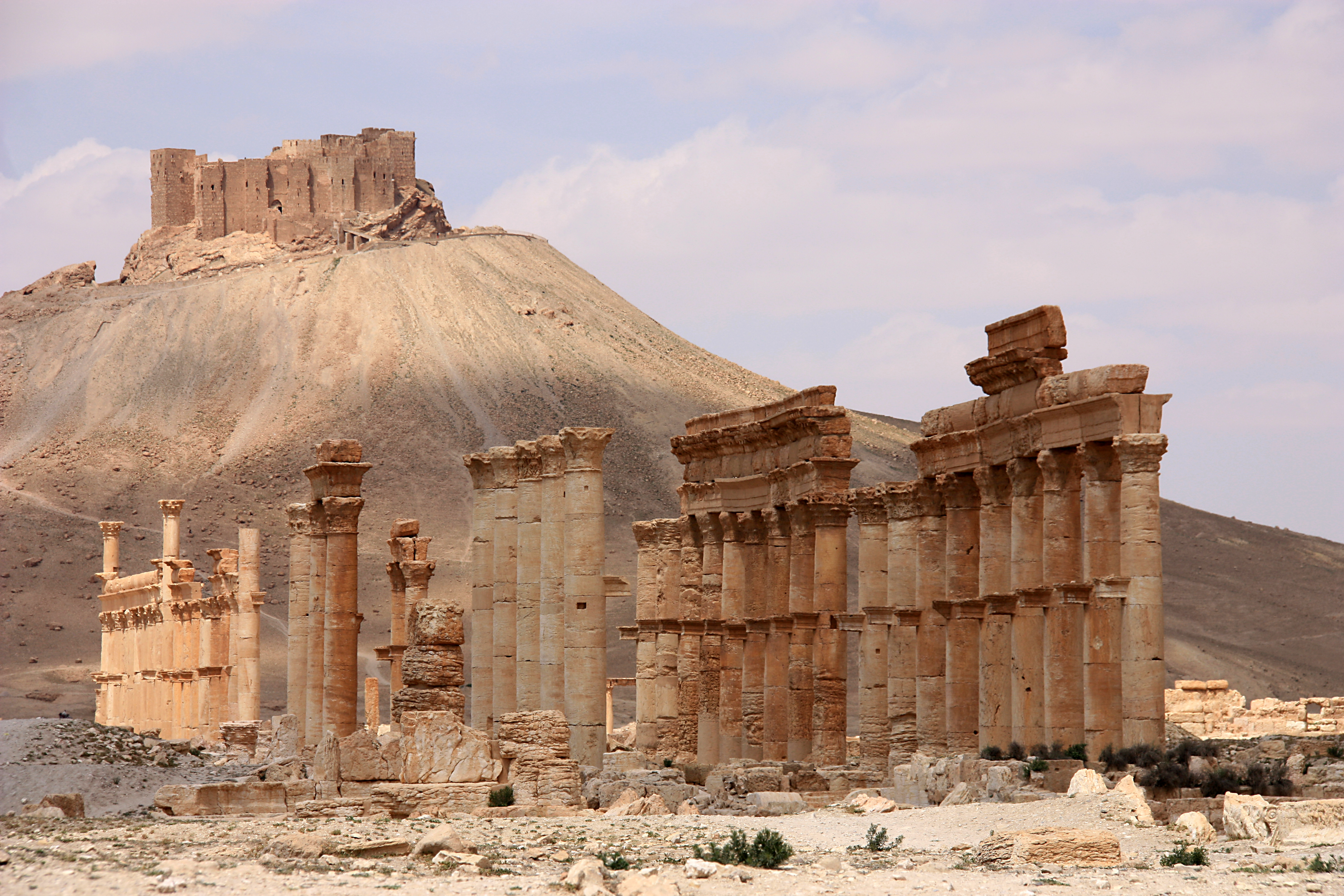
ディオクレティアヌス城砦と後方の山上にあるアラブ城（ファフル・エル＝ディン・エル＝マアニ城、カラート・イブン・マーン）

ローマ帝国は、以後パルミラをローマ軍の基地に変えた。皇帝ディオクレティアヌス（在位284-305年）の時代、297年（298年）にはサーサーン朝のナルセ1世（在位293-302年）とニシビス（現、ヌサイビン）で結んだ平和条約により、国境をユーフラテス川支流のハブール川と定められたが、ペルシアの侵攻に備えてさらに多くの部隊が駐留できるように、城砦（軍営地）として一部規模を拡大し、城壁で囲んだ。

### 東ローマ帝国時代
東ローマ帝国（ビザンティン帝国）の時代、5世紀頃になるとベル神殿、それにバールシャミン神殿はキリスト教会に転用され、また、バールシャミン神殿の西約150メートルの場所には、その5-6世紀頃に資材を再利用して建設された2つのキリスト教会の跡がある。5世紀末から6世紀にかけて東ローマ帝国と同盟関係を持ったガッサーン族（ガッサーン朝〈ジャフナ朝、Jafnids〉）のアラブ系王朝が、5-6世紀、シリア砂漠を支配していた。その宮廷アラビア詩人ナービガ（アル＝ナービガー＝アル＝ドビアーニ）は、ジン（神霊）がパルミラ（タドモル）を建設したと伝えたことにより、後の1348年初頭にイブン・バットゥータがバグダードからダマスカスに向かう途中パルミラを訪れた際、ジンが築いたというナービガの詩を引用している。皇帝ユスティニアヌス1世（在位527-565年）の時代にはパルミラの周壁が補強されている。

### イスラム帝国時代
634年、最初のムスリム（イスラム教徒）がパルミラにたどり着き、ハーリド・イブン＝アル＝ワリード率いるイスラム帝国の初代カリフ、アブー・バクル（在位632-634年）の正統カリフ軍（英: Rashidun army）がパルミラを占領し、アラブ人イスラム教徒が支配する町となった。パルミラは、ウマイヤ朝（661-750年）のカリフのヒシャーム・イブン・アブドゥルマリク（在位724-743年）が統轄したアル＝ハイル・アル＝ガルビ城（カスル・アル＝ハイル・アル＝ガルビ〈パルミラ西南63km〉）とアル＝ハイル・アル＝シャルキ城（カスル・アル＝ハイル・アル＝シャルキ〈パルミラ東北105km〉）の間に位置し、それら2か所の城塞ともパルミラ繁栄時代の灌漑設備を再利用したこともあり、パルミラは軍事および経済における要衝となった。ウマイヤ朝最後の第14代カリフ、マルワーン2世（在位744-750年）の時代、745年にパルミラで惹起した反乱を鎮圧するとともに、東ローマ皇帝ユスティニアヌス1世の時代の周壁を撤去している。しかし、アッバース朝（750-1258年）の時代になるとパルミラはカリフから無視され、1089年の大地震で被害を受けた後、パルミラはほぼ完全に放棄された。
パルミラは、12世紀にダマスカスを支配したブーリー朝（1104-1154年）、12-13世紀のアイユーブ朝（1171-1250年）、13-16世紀のマムルーク朝（1250-1517年）において重視されるようになると、ベル神殿は要塞化されるとともに、本殿はイスラム教のモスクに転用された。また、シリア砂漠を抑えるための拠点となるオアシスの重要性はこの時代も変わらず、パルミラ遺跡の西側の山上にあってオアシスを見下ろす大きな城塞（アラブ城）の当初の基礎は、ホムスの領主による1230年にさかのぼり、マムルーク朝の陶器も認められている。14世紀前半の歴史家で高級官吏であったイブン・ファドル・アッラー・ウマリーは、当時のパルミラの盛んな商業活動や邸宅・庭園について記している。その後、モンゴル（ティムール朝）のティムール（在位1370-1405年）がシリアに侵入し、1400年にアレッポを占領した後、1401年に支隊をパルミラに侵攻させた。

### オスマン帝国時代
16世紀の1516年（第二次マムルーク・オスマン戦争）よりオスマン帝国時代となる。17世紀初頭には、オスマン帝国のドゥルーズ派で、レバノン山脈からシリア砂漠まで領有したマーン家の領主ファフル・アッディーン2世が、パルミラ遺跡西側の高さ（比高）約150メートルの山上にある城塞、アラブ城（ファフル・エル＝ディン・エル＝マアニ城、カラート・イブン・マーン）を拡充したといわれる。しかし、この時代にパルミラは急速に衰退し、ベル神殿の境内を中心とした小集落となり、その後、跡地は1928年まで遊牧民族の使用する場所でしかなかった。

#### 再発見

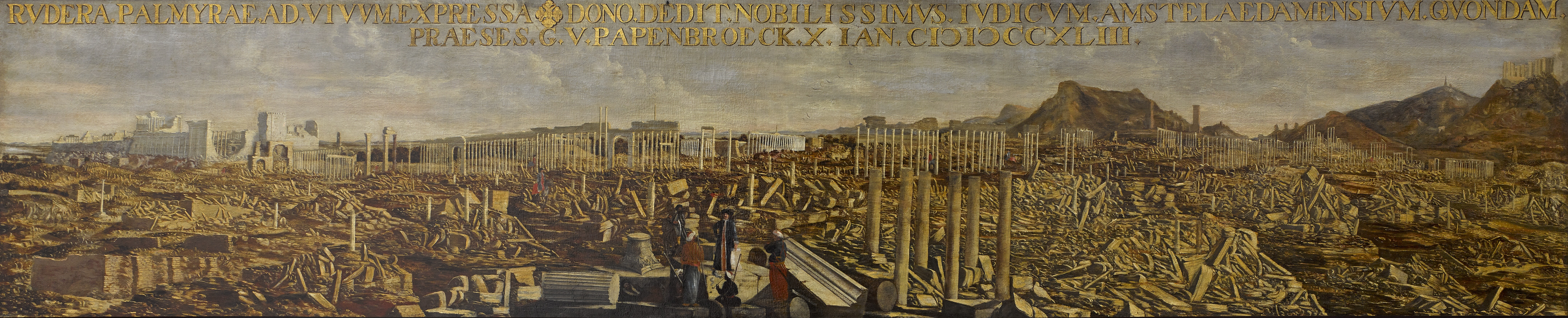
1693年のパルミラ遺跡の描画（G・ホフステッド）

17世紀初頭、イタリア人、フランス人がそれぞれパルミラを訪れている。その後、1678年にイギリスの商人がアレッポからパルミラ訪問を試みるもベドウィンに捕らえられるなどして逃げ帰った後、1691年になって遂にパルミラ遠征が果たされた。この2度目の遠征に参加した牧師W・ハリファクス (William Halifax) は、1695-1697年に碑文の写しや旅行記を王立学会の『哲学紀要』に発表した。当時、ベル神殿の境内には粗末な住居があって30-40家族が暮らしていたという。また、同じく遠征隊に参加したオランダ人のG・ホフステッドにより、パルミラの詳細な油彩画が描かれた。1696年には、アベデネゴ・セラーによる古代パルミラについての著作が出版されている。1710年にスウェーデン（バルト帝国）の王カール12世（在位1697-1718年）に派遣されたC・ルース (Cornelius Loos) は、シリア、パレスチナ、エジプトに遺跡を描くために赴き、パルミラを訪れた際に遺構を描画し、1711年、報告書とともにカール12世に提出している。

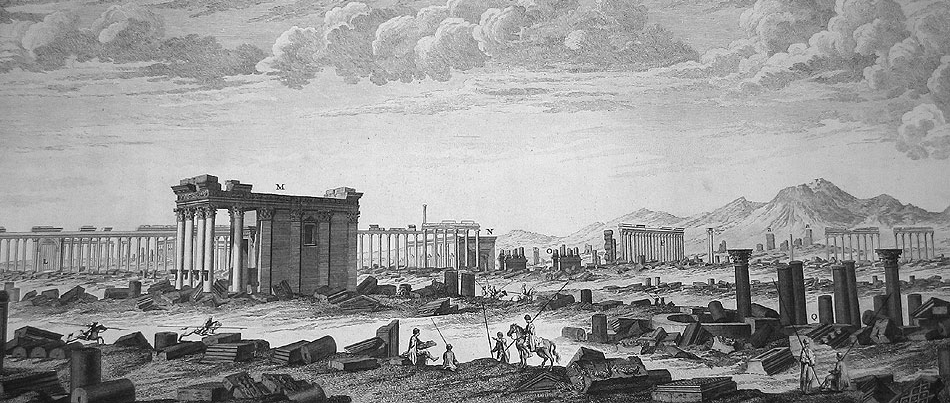
バールシャミン神殿（中央左）の描画（ロバート・ウッド『パルミラの遺跡』1753年）

1751年、ロバート・ウッドとジェームズ・ドーキンスの指揮するイギリス（グレートブリテン王国）の探検隊がパルミラ遺跡を訪れ、1753年にはウッドによる学術的な著書が出版された。この『パルミラの遺跡 (The Ruins of Palmyra) 』は、ローマ建築の研究およびその後のヨーロッパの古典主義建築の発展に大きな影響を与えた。1754年にはパルミラ文字が、フランス人のジャン＝ジャック・バルテルミー、イギリス人のジョン・スウィントンによってそれぞれ解読された。その後、オスマン帝国への使節団の3年間の遠征に同行したルイ・フランソワ・カサスが、1785年にパルミラを訪れた際、広範な遺跡の記録・描画を作成して1799-1800年に出版している。
1853年にメルシオール・ド・ヴォギュエ、1861年にはウィリアム・H・ワディントンがパルミラ語碑文の写しを数多く持ち帰り、解読に関する問題をほぼ解決した。そして1881年、ロシア人（ロシア領アルメニア）の旅行家アバメレク＝ラザレフが、パルミラのアゴラ（取引場）の近隣で、長大な関税法の碑文を発見した。この石灰岩4枚におよぶ関税法碑は、全幅4.80メートル、最高部1.75メートルで、パルミラ語とギリシア語がほぼ対訳して記されており、当時のパルミラを知る非常に貴重な碑文であった。A＝ラザレフは、ヴォギュエの協力のもとロシア語の著書『パルミラ』（1884年）を出版した。パルミラ関税法碑は、1901年、オスマン帝国より発見者のA＝ラザレフに譲渡され、サンクトペテルブルクのエルミタージュ美術館に移送・保管された。1902年、パルミラの発掘調査がドイツ人（プロイセン王国）考古学者オットー・プッフシュタインにより始まり、第一次世界大戦時（1914-1918年）の1917年にテオドール・ウィーガンドならびにプッフシュタインらにより再度なされた。

### フランス委任統治以降

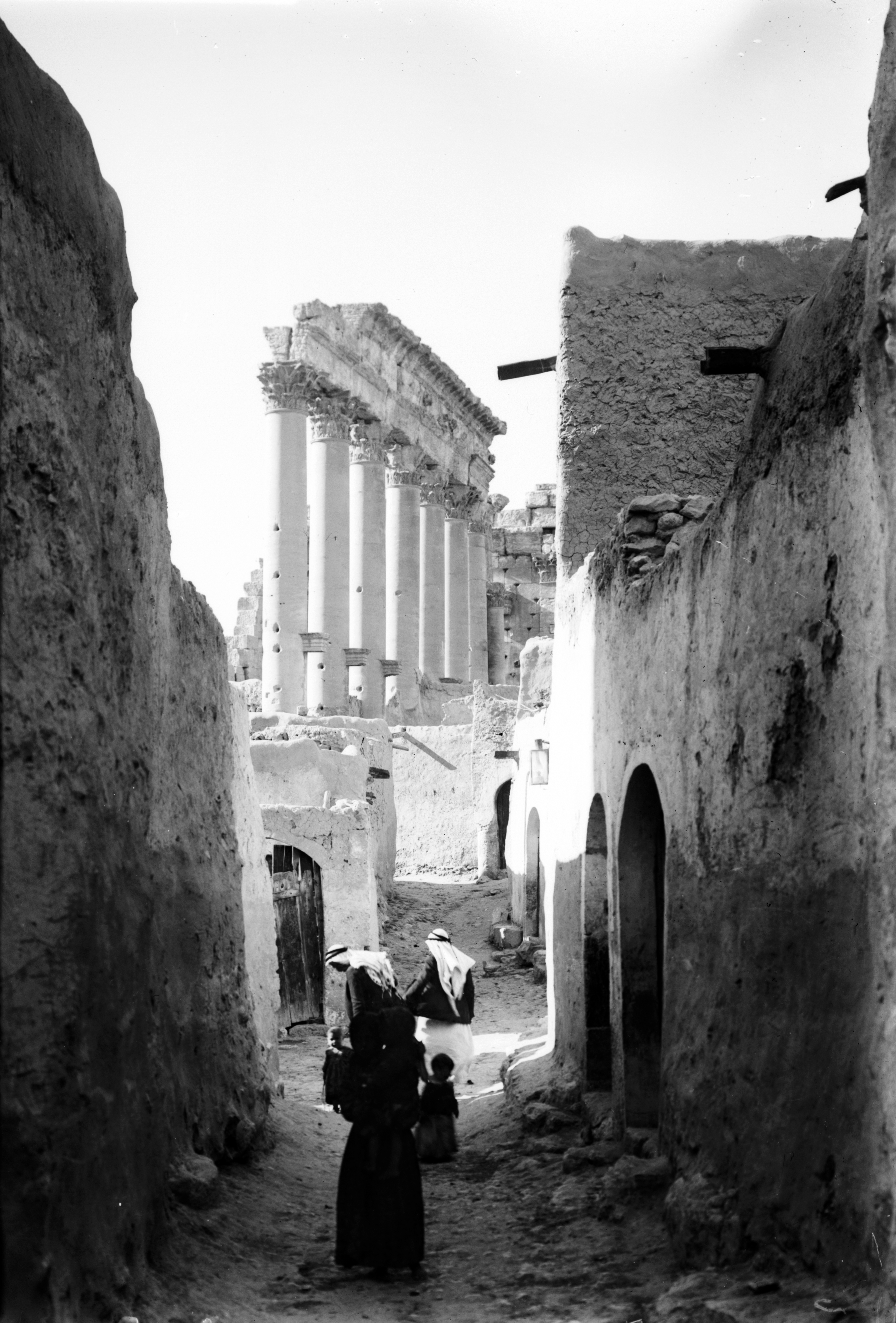
20世紀初頭（1900-1920年）の神殿内の集落の一角

第一次世界大戦の敗戦によるオスマン帝国の解体後、これまでほぼ個人によってなされていたパルミラの調査・研究が、フランス委任統治当局のもと、1925年より組織的にパルミラ遺跡の発掘調査が行なわれるとともに修復・補強が開始された。1929年にベル神殿の発掘がされるようになると、廃墟を埋めるように占拠していた集落の居住者に代替地を提供し、1932年までの3年間のうちに家屋をほぼ完全に撤去して移住させた。この代替地が、遺跡の北東に隣接するタドモル（パルミラ）の町の始まりである。
1946年にシリア共和国の独立、1961年にシリア・アラブ共和国として再独立した後、1963年になるとパルミラ（タドモル）北近郊に井戸が掘られて水道が整備され、飲料水が確保された。リン酸塩の産出とともに、パルミラの灌漑緑地からはナツメヤシのほか、1977年にはオリーブの実2500トンが輸出され、パルミラ周辺の農園から小麦・大麦3000トン、綿花500トンが産出された。同じく1977年には遺跡を訪れる観光客のためのホテルや博物館（1961年8月6日開館）を擁する観光の町として、3万3000人が宿泊し、1万人が博物館を訪れ、1980年には「パルミラの遺跡」としてユネスコの世界文化遺産に登録された。1950年代の町の人口は数千人であったが、1982年には約3万人となった。

### 21世紀

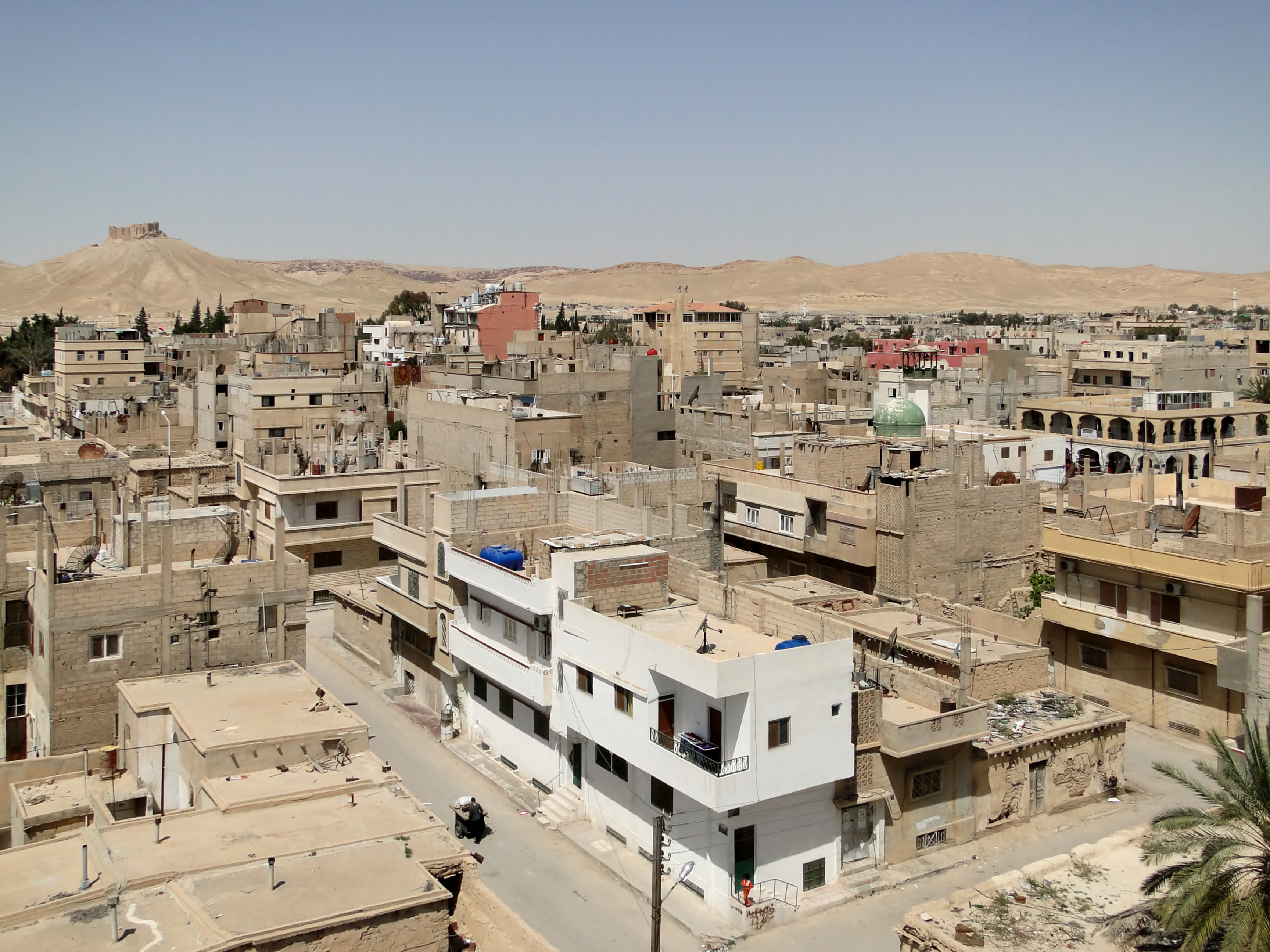
パルミラ遺跡に隣接したタドモル市街（2010年）

2010年には、主に観光の発展によって人口は6-7万人になっていた。しかし、アラブの春に始まる大規模な反政府民主化運動の騒乱がシリアにおよんだ2011年3月以降、紛争・武力衝突による被害を受けて、2013年6月20日にシリアの世界遺産のすべてが危機遺産に指定された。ユネスコは2014年3月より「シリア文化遺産緊急保護プロジェクト」を開始したが、その後、パルミラは戦闘状態に陥り、町は廃墟と化した。

#### ISILによる破壊
2014年6月よりシリア内戦に乗じてカリフ制によるイスラム過激派組織ISIL (IS) が参戦し、2015年5月にホムス県東部に侵攻してシリア軍を撃破し、5月20日にパルミラを制圧。遺跡も同組織の支配下に置かれた。そして6月27日、パルミラ博物館にあったアラート神殿のライオン像が破壊された（2017年に修復後、ダマスカス国立博物館に展示）。7月には遺跡の保護に携わっていた専門家ハレド・アサドがISILに拘束され、翌8月に斬首・処刑された。ハレド・アサドは、遺跡に眠ると噂されていた金塊捜索への協力を拒否したため殺害されたといわれる。そして8月23日にバールシャミン神殿、8月30日にベル神殿を相次いで破壊した。9月初頭にはエラベールの塔墓を含む塔墓の破壊が確認された。衛星画像によれば、塔墓は8月27日から9月2日までにエラベールの塔墓のほか3基（71号塔墓、Julius Aurelius Bolma の塔墓、Kithoth Tomasu の塔墓）が破壊され、それ以前の6月26日から8月27日の間にも3基（Banai 家の塔墓、ヤンブリク〈イアムリク、Iamliku〉の塔墓、アテナタン〈Atenaten〉の塔墓）の破壊が認められた。さらに10月4日には記念門（凱旋門）が爆破された。
ロシア空軍による航空支援を得てシリア軍が交戦していたが、2016年3月25日、シリア国営テレビは、ISILからパルミラ全域を奪還したと報じた。しかし、ISILが敗走する前に、アラブ城に甚大な被害を与えていたことが確認された。奪還直後の3月のうちにシリア文化財博物館総局 (DGAM) によりパルミラ博物館の安定化措置が講じられ、翌4月4日には、ポーランドやフランスの専門家らとともにパルミラの被災状況の調査と修復・移送を開始した。また、ユネスコの提案に同調してシリア文化財博物館総局は、パルミラ遺跡および博物館の状況の記録と損害の程度の査定ならびに被害に対する安定化を実施していった。
2016年5月5日には、ロシア軍の支援によるパルミラ奪還を記念し、ISILの占拠時に処刑場とされたパルミラのローマ劇場において、ロシアの指揮者ヴァレリー・ゲルギエフによるサンクトペテルブルクのマリインスキー劇場管弦楽団の演奏会が開催された。しかし、シリア内戦が継続するうちに、同年12月11日、パルミラはISILに再び制圧された。そして2017年1月、ローマ劇場の正面部分、それに四面門の大半が爆破された。
2017年3月2日、国営シリア・アラブ通信社 (SANA) は、シリア軍がISILから再びパルミラ全域を奪還したことを報じた。直ちに文化財博物館総局によって遺跡の被害が調査され、新たに破壊されたローマ劇場と四面門以外、被害は比較的軽微であることが確認された。その後、シリアの文化財博物館総局らが、日本など国内外の機関・団体と連携し、専門家の協力を得ながら破壊された彫像の修復ならびに遺跡の調査・修復を図っている。

## 言語・文字

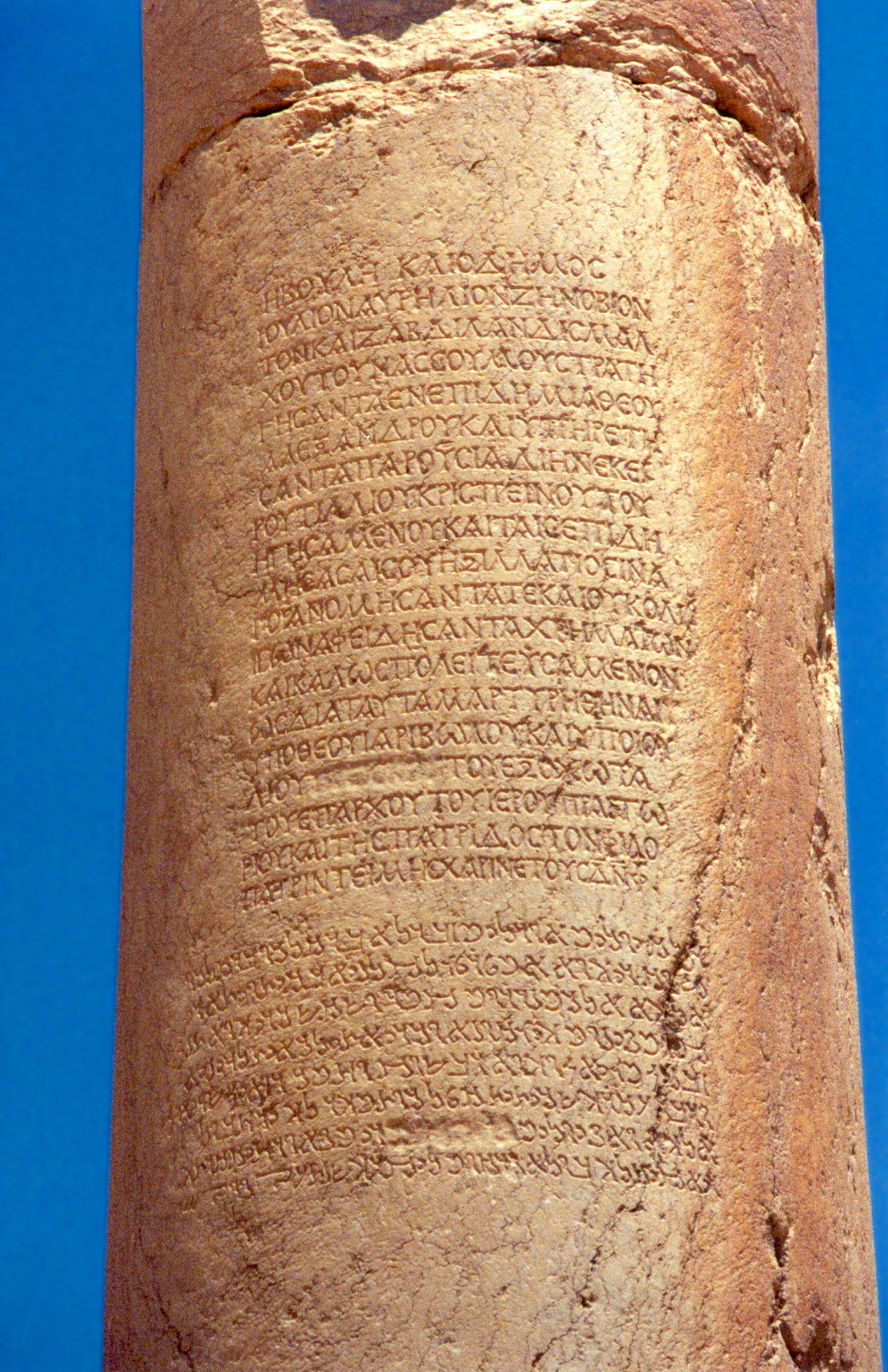
列柱に刻まれたギリシア語（上）とパルミラ語（下）による顕彰碑文

現在はアラビア語が使用されるが、パルミラ（タドモル）人の多くがアラブ人となった時代にも、アラビア語（古アラビア語）はほとんど記されず、長く根付いた言葉であるアラム語のパルミラ方言を使い、アラム文字より派生した独自のパルミラ文字を用いていた。アラム語はヘブライ語やアラビア語なども属するセム語派であり、紀元前6世紀以来、7世紀まで国際的な商業語として広く利用されたことで各地に方言が見られるが、アラム語は現存する言語のうちヘブライ語に最も近く、パルミラ文字は紀元前1世紀頃の死海文書のヘブライ文字に近似する。パルミラ語は西セム語とされるものの東セム語の要素も認められる。
パルミラ文字は当時の貨幣のほか、今日の遺跡の各所に残る。文字は22種で語末形1種、数字4種、文末記号1種であり、アラビア語と同じく右から左に進行する。パルミラ文字は、紀元前44年の碑文が初出であり最後は274年となるが、その間パルミラ文字の書体も変化していることから、約30年の誤差で年代が分かるとの見解もある。
ギリシアやローマの影響により、繁栄の時代には公用語としてギリシア語が使用されたことから、公的には多くがパルミラ語とギリシア語が併記されたほか、ギリシア語のみや一部ラテン語も記された。当時のパルミラの人名においてもパルミラ名とギリシア名の両方を持つことが多い。また、ユダヤ系のほかペルシア系やラテン系の名もつけられ、皇帝ハドリアヌスによってローマと緊密性を増した130年頃よりラテン系の名が多用され、2世紀後半以降ギリシア・ラテン系の名とともにラテン系の「称号」が急増している。

## 文化
2世紀には隊商都市として都市建築が進展し、ラクダが往来する道路は舗装されないものの、列柱道路沿いには屋根のある両側の歩道沿いに店が並び、水道も備えられていた。そして列柱道路の北側西方には住宅街が構築されていた。当時の有力なパルミラの家族の生活は、通常、ローマ貴族の様式を模していた。浮彫りや遺物によれば、家屋内にはベッド、椅子、絨毯、彫像、燭台、ランプ、それに鍋、盃、油やぶどう酒の壺など日常道具があったことがうかがえる。
地下墳墓（ヒュポゲウム、Hypogeum）の男性像のうち神官（聖職者）は頭部に円筒状の帽子（英: modius-hat）を被る。女性像は、ベールを被って衣装をまとい、冠（頭飾り）、首飾り、耳飾り、襟留（ブローチ）、腕輪、指輪といった豊かな装身具を身に着けている。盛装は装飾の目的のみならず、魔除けや地位・財産の象徴ならびに保管の役目もあった。鍵を手にした女性像もいくつか見られる。また、糸巻きや紡いだ糸を手にするものもある。

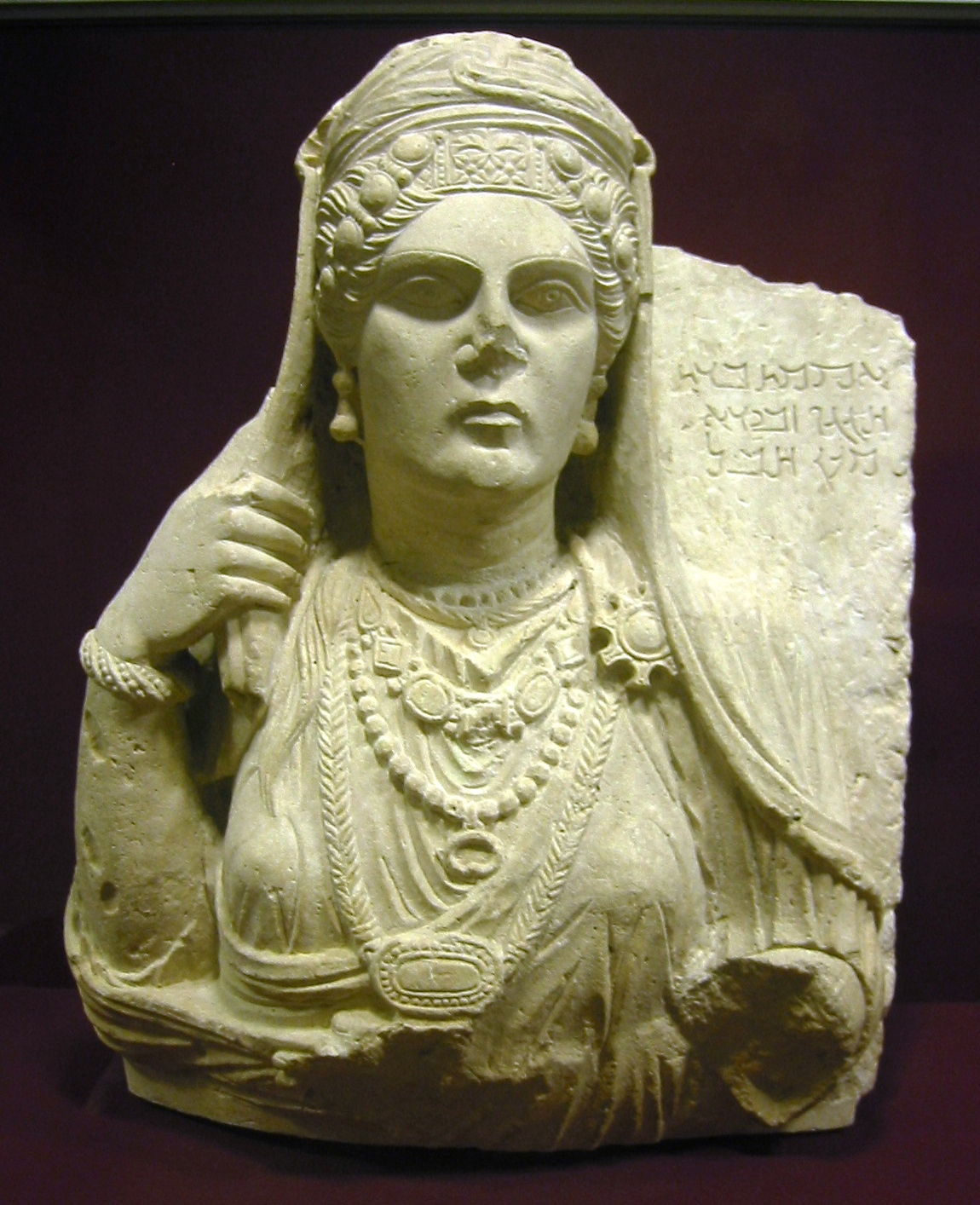
パルミラ女性の胸像
2世紀後半、150-200年（大英博物館所蔵）

衣服の織物の素材は、西アジア文化圏の羊毛によるものに加え、シルクロードの東西交流により絹が伝来すると、西方に絹を伝搬するのみならず、絹を使用した独自の織法（織り方）や文様による織物を生産し、東方に逆輸出もなし得ている。中国（漢）の文様には関心を持たず、パルミラ人が注目したのはあくまで絹の素材感であった。パルミラではすでに毛織物や混織の特徴的な文様が創出されていた。パルミラの絹織物においては、中国の養蚕による絹糸でなく西域の野蚕から採られた太い糸の平絹も認められる。また、パルミラではアマ（亜麻）を素材とした織物（リンネル）も酷暑に適して使用されていた。一方で綿はあまり見られず、インドから輸入されたものといわれる。
これらの絹織物や絹糸などと同じく、キャラバンにより運ばれていた奢侈品（しゃしひん）としては、メノウ、真珠、ラピスラズリ、トルコ石、それに香料などが挙げられる。しかし、パルミラの関税法碑文に記された品目は食料を中心とした日常必需品が主であり、奢侈品としては、紫色染の羊毛と香油だけが記載されている。

### 美術

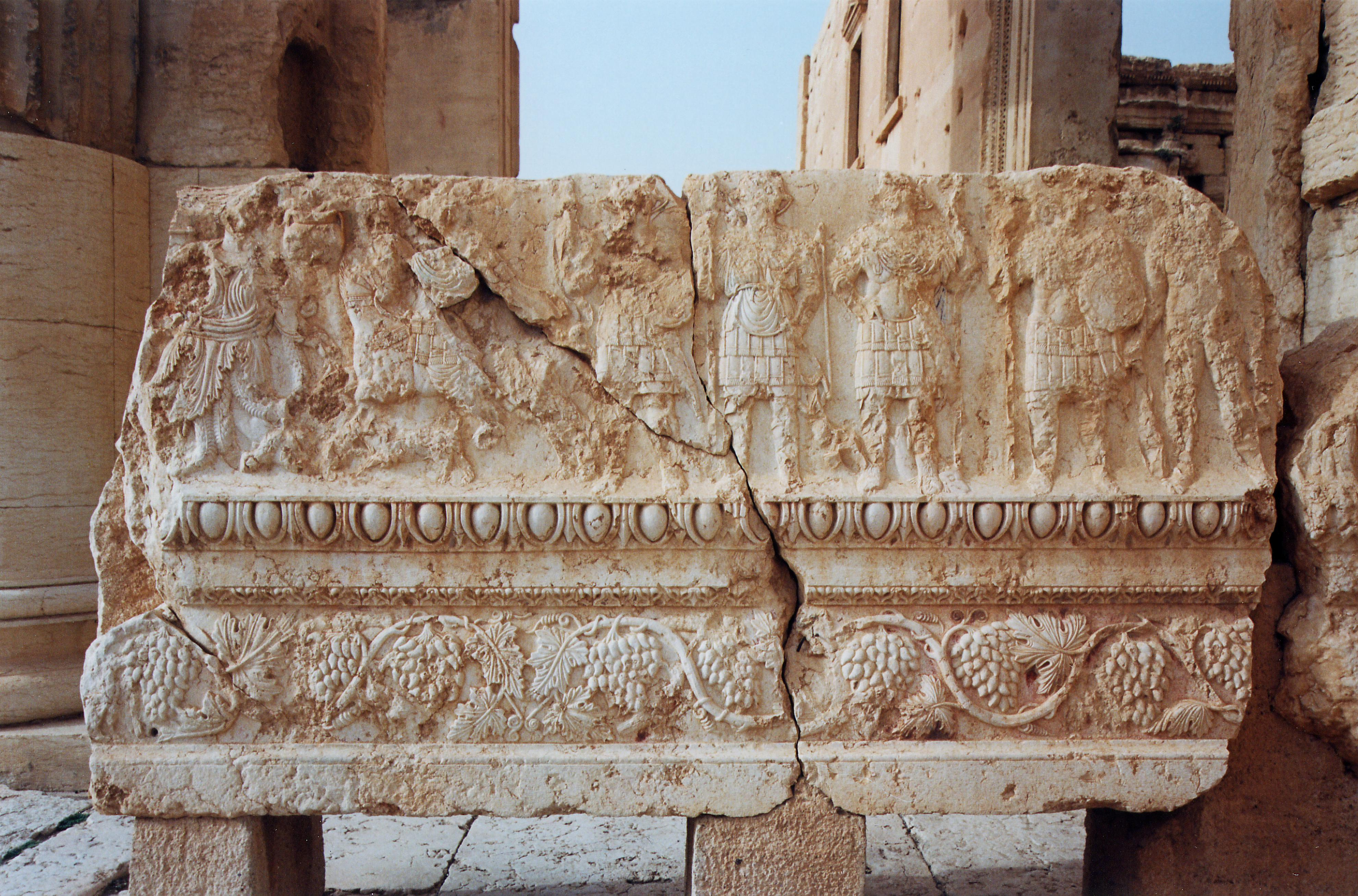
ベル神殿外壁（柱廊の大梁〈装飾帯、フリーズ〉）の一部分（2002年）
葡萄唐草の上に、上半身が人間で下半身がヘビの怪獣（左）と神々の戦いが描かれ、武装した諸神が正面を向いて並ぶ。

パルミラに残る建築様式はギリシア・ローマ建築の影響が色濃く、都市計画とともにコリント式円柱が並び、劇場が建築された。しかし一方で、例えばベル神殿の側壁外側の付柱（片蓋柱）はイオニア式であり、かつて青銅製の鍍金で覆われていた列柱の柱頭上部はコリント式であるが、その上の水平材（エンタブラチュア）のアーキトレーブには異なる形式（オーダー）が見られるほか、さらに上部の狭間胸壁は、メソポタミア南部のバビロニアやイランの古代建築の様式であるなど、さまざまな要素が混在する。パルミラの彫刻は、周辺の丘陵より採取された軟・硬質の石灰岩に施され、構造物の装飾帯（フリーズ）や繰形（刳形、モールディング）の装飾などには石膏や漆喰も使われた。ベル神殿の柱廊の天井を支えた大梁の装飾帯には多様な浮彫りが施され、彩色されていた。

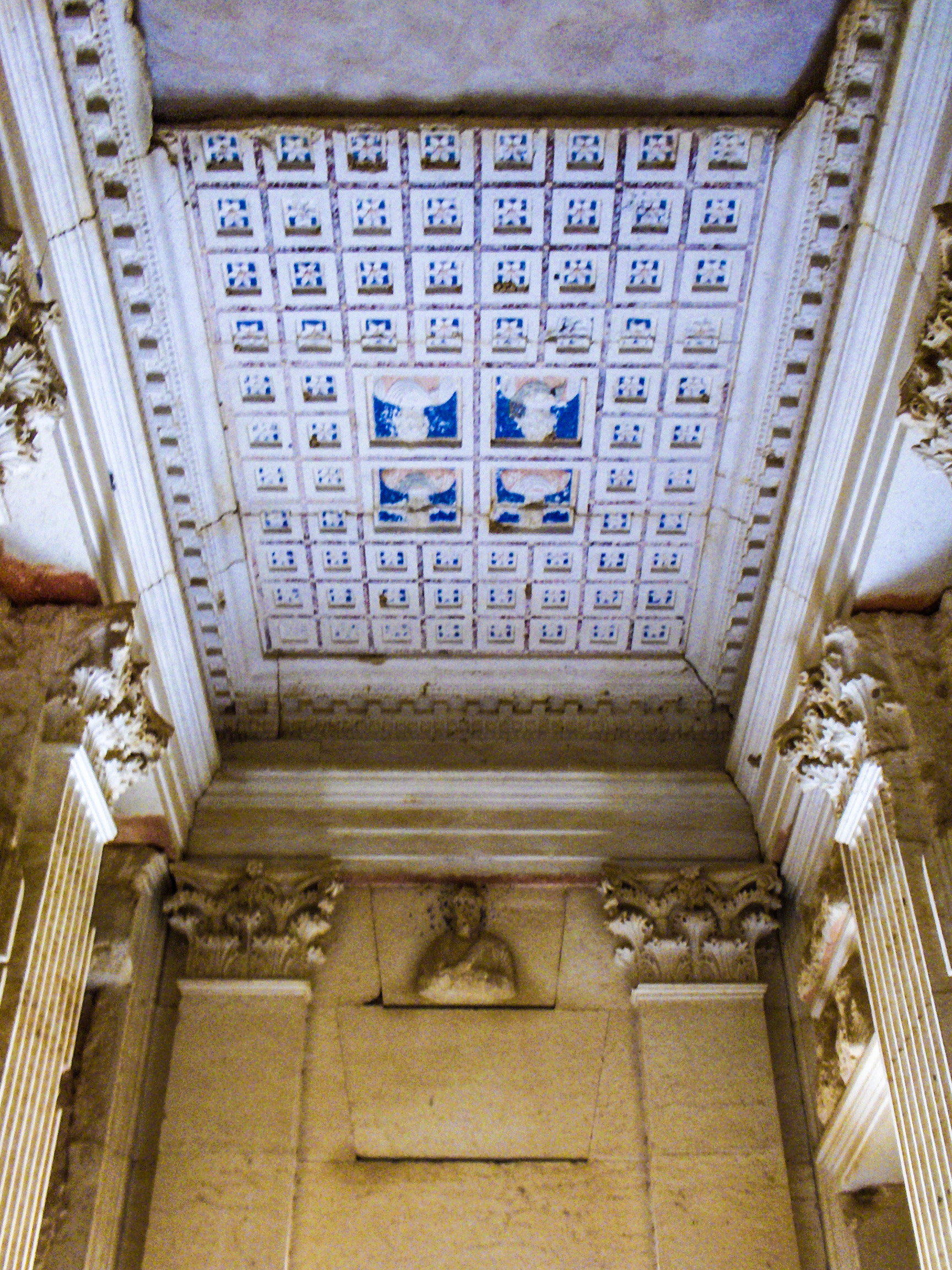
エラベールの塔墓の1階内部装飾（2010年）

墳墓においては、コリント式柱頭の壁柱や格子状の彩色天井などが施されたエラベールの塔墓の装飾が知られたが、ISILにより爆破されている。また、地下墳墓の装飾において、三兄弟の地下墓の紀元160-191年のものといわれる漆喰によるフレスコは、肖像とともに有翼女神ニケやギリシア神話の物語などが描かれている。しかし、墓室がISILの基地に利用された際に損傷した。

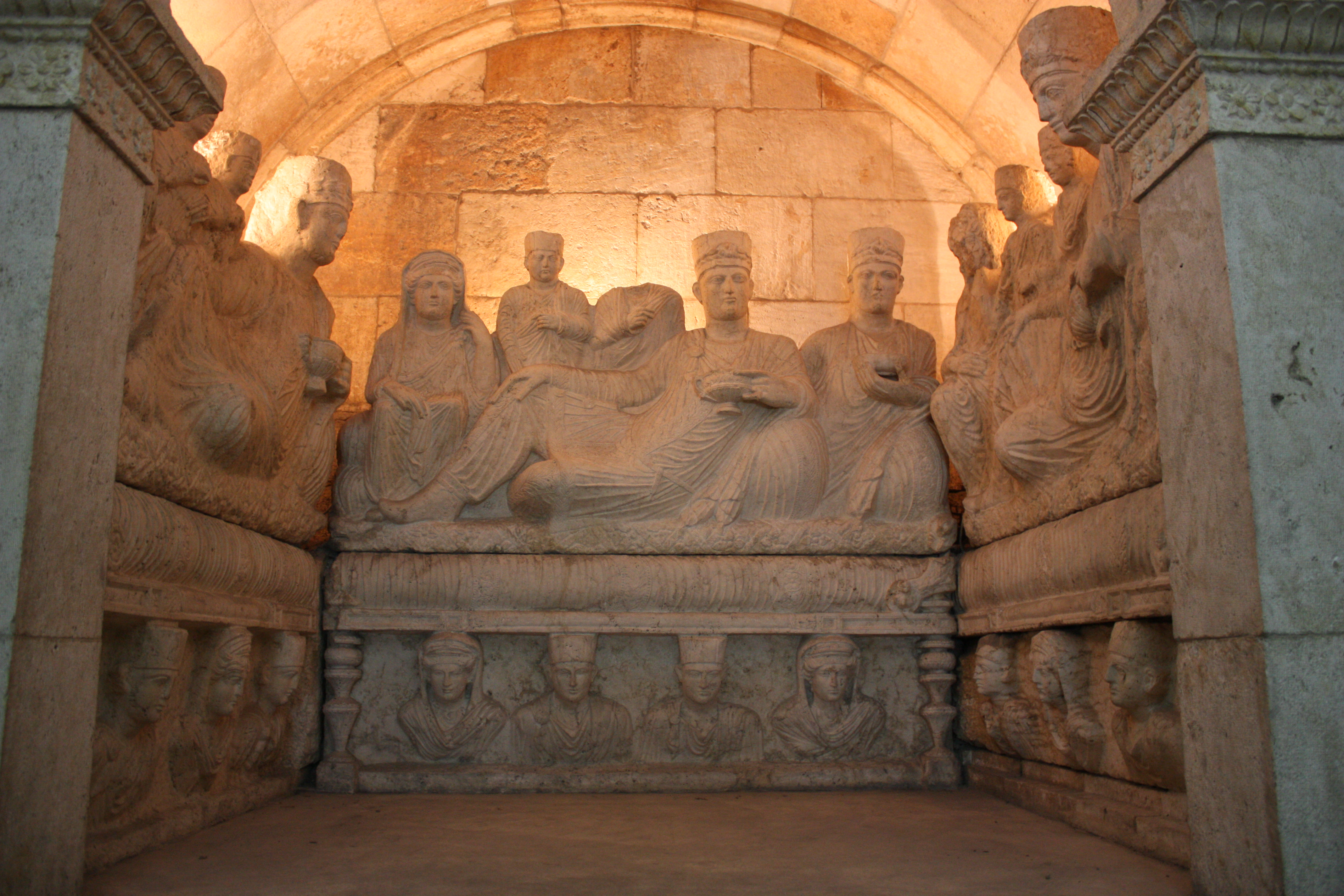
1935年に移送されたヤルハイの地下墓の復元・展示の一部（ダマスカス国立博物館）

彫像については、地下墓室の石棺に装飾された「家族饗宴像」の浮彫りなどが知られ、これらの群像の多くは、死者である主人公が肘をついて横臥し、足元に妻が座り、家族に囲まれた饗宴の様相が示される。寄り掛かった姿でぶどう酒の盃を手にする構図は、紀元前7世紀のメソポタミアのアッシリア王アッシュル＝バニパルの饗宴図浮彫り（紀元前650年頃、大英博物館所蔵）にあるように、もともと古代西アジアの風習であったものが地中海に伝わり、変遷したことがギリシアの青銅像（紀元前6世紀）や壺絵（紀元前5-前4世紀）などから知られる。ローマ時代にそれがパルミラにも伝来し、神々の饗宴と同様、死後も永遠の楽園にいることを示すものになった。

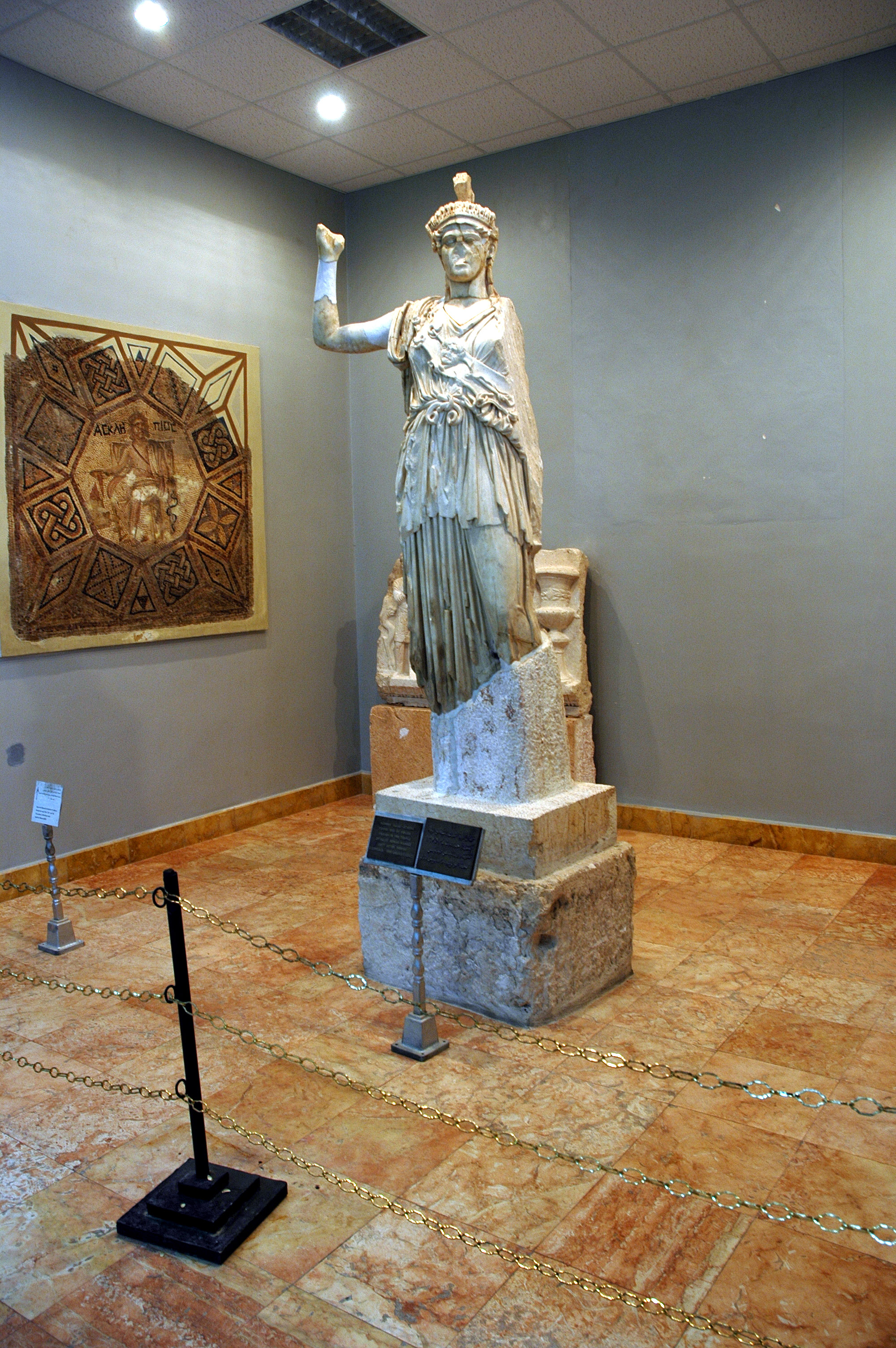
アラート神殿のアテーナー像（2004年）

墳墓から発掘された肖像はローマの彫像などを想起させるが、M・ロストフツェフはパルミラの美術を単にギリシア・ローマ美術の一形態とせず、東方のドゥラ・エウロポスやハトラとともに、ほぼ同時代の「パルティア美術」と名付けた独特な美術の1つとした。その西アジア美術の特徴として、正面を向いた描写（正面性）、硬直したような直立姿勢（直線性）、線を中心とした表現、物体の姿の忠実な再現（真実主義）、それに遠くを見つめるような表現（精神性）が指摘される。とりわけ彫像の厳格な正面からの描写は特徴的なものであり、J・ランゲが「正面性の法則 (Gesetzes der Frontalität) 」と称した原始的な形態の特性として捉えられる。さらにギリシア美術の影響を受けたガンダーラ美術、それにガンダーラの影響があったとされるマトゥラー美術との類似性なども唱えられている。
しかし、2-3世紀の礼拝のための彫像はギリシア的なものが見られ、アラート神殿からの断片により復元されたアテーナー像（アラート＝アテナ神像）は、ギリシアのパルテノン神殿に祀られた女神アテーナー・パルテノス（紀元前5世紀中頃）からの影響がはっきりと認められる。右手に槍を持ち、左手に盾を持っていた女神像はアンティオキアないしアナトリアで作成され、アラート神殿に納められたものであった。このパルミラ博物館にあった女神アテーナーの大理石の復元像もISILによって頭部や腕部が打ち砕かれており、2016年10月、ダマスカスに移送された。

### 宗教
パルミラの神名は60神以上が数えられるほか、名が記されない神の祭碑などが多数認められる。パルミラには土着の諸神崇拝とともに隊商都市として各地の諸神を祀る場が設けられていたが、そのうちベル（Bel、アッカド語「ベール」BL, Bêlu〈「バアル」B'L, Baal〉）がパルミラの最高神となった。

#### ベル三位神

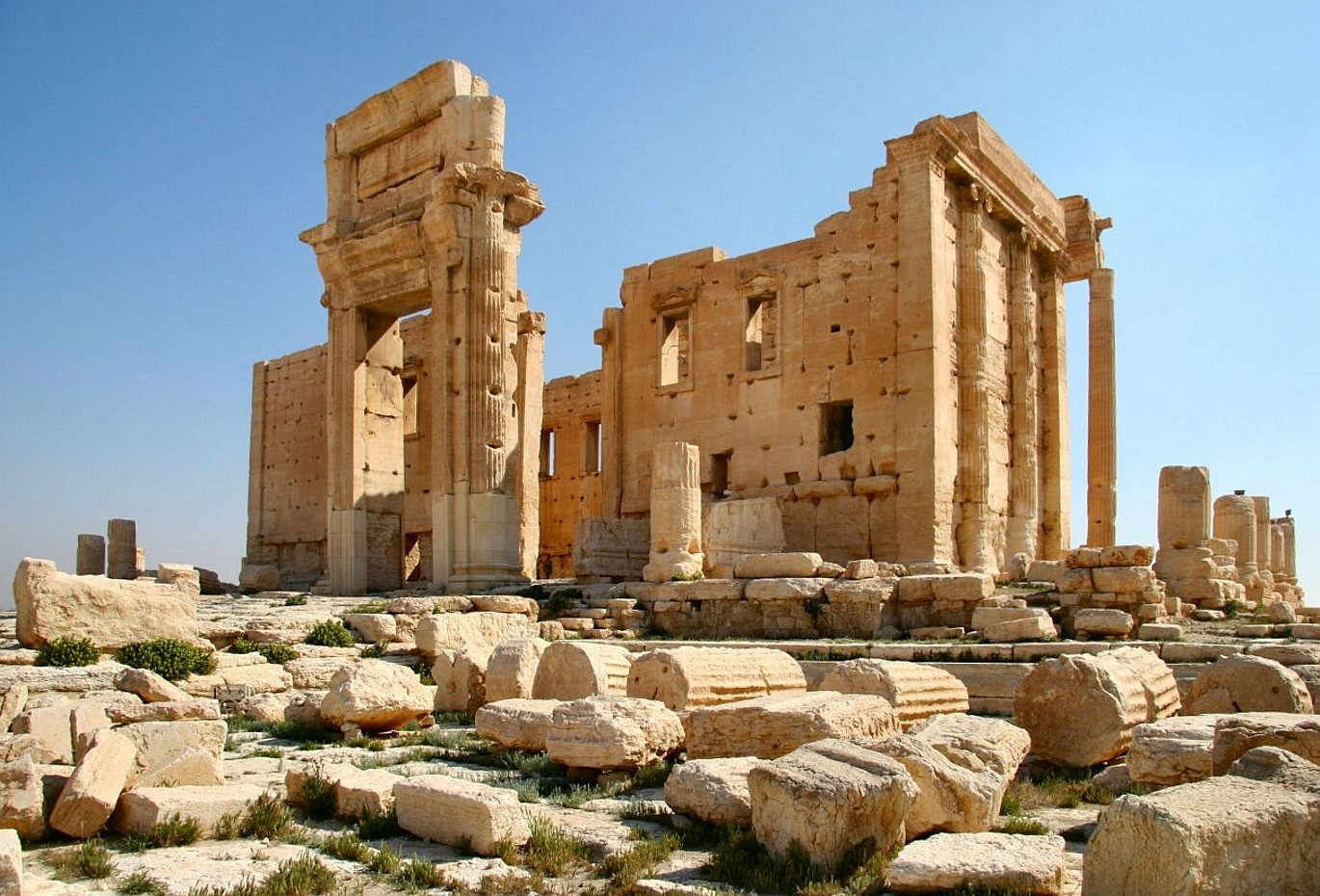
内陣（ケッラ〈セラ、cella〉）にベル三位神が祀られたベル神殿の本殿（2005年）

ベル（ベール）はメソポタミアの都市バビロンの主神マルドゥクに由来し、ハンムラビ（在位紀元前1792-前1750年）がバビロニアを統一したことにより、マルドゥクは国家神として「ベル（ベール）」（アッカド語で「主」の意）という最高神となり、後に紀元前後まで「ベル＝マルドゥク」（「〈神々の〉主マルドゥク」の意）と呼ばれた。パルミラにおいては、紀元前3世紀後半にはすでに外来の一地方神としてベールの崇拝があったとされるが、最高神になる過程において、パルミラ土着の地方神「ボール」(BWL, Bôl) がベールに変化・昇格したともいわれる。
さらに三位神の形式が取り入れられ、最高神ベル（ベール）とともに、それぞれ「ボール」から派生した太陽神ないし混合神で「泉の支配者」のヤルヒボール、月神で「復活の精」のアグリボールを合祀し、ヤルヒボールを向かって左、アグリボールを右に配置した。碑文では、ベル、ヤルヒボール、アグリボールの順に刻まれる。ギリシア語碑文において、ベルはギリシア神話の最高神で天空神のゼウス（ローマ神話のユーピテルに相当）としてディオス（ゼウス）＝ベーロスの名が見られ、ヤルヒボールには太陽神（ヘーリオス）にあたるヘーリオドーロスが認められる。成立の年代は明確でないが、碑文により紀元前33年、ドゥラ・エウロポスにベルとヤルヒボールの2神に奉献した神殿が認められ、その後、ベル神殿が建立された紀元32年の碑文が三位神の初見となることから、その間に形成されたことが示唆される。また、ベル三位神に加えてアラビアの神アルスや女神アラート（Allat、アッラート、Al-Lat）ないし女神アスタルト（アスタルテ）を加えた意匠のほか、外来の太陽神シャマシュの組み合わせ、さらにベルの祭祀においてディオニューソスの関連も認められる。
ナボー神殿で知られるメソポタミアの神ナボー（Nabo、ナブー〈ナブ、Nabu〉）は、バビロニアの主神マルドゥク（ベル＝マルドゥク）の息子で「神々の書紀」とされる神であり、ギリシア神話のアポローンに相当するが、パルミラでは「ベル（ベール）の息子」として時にベルと並び記される。

#### バールシャミン三位神

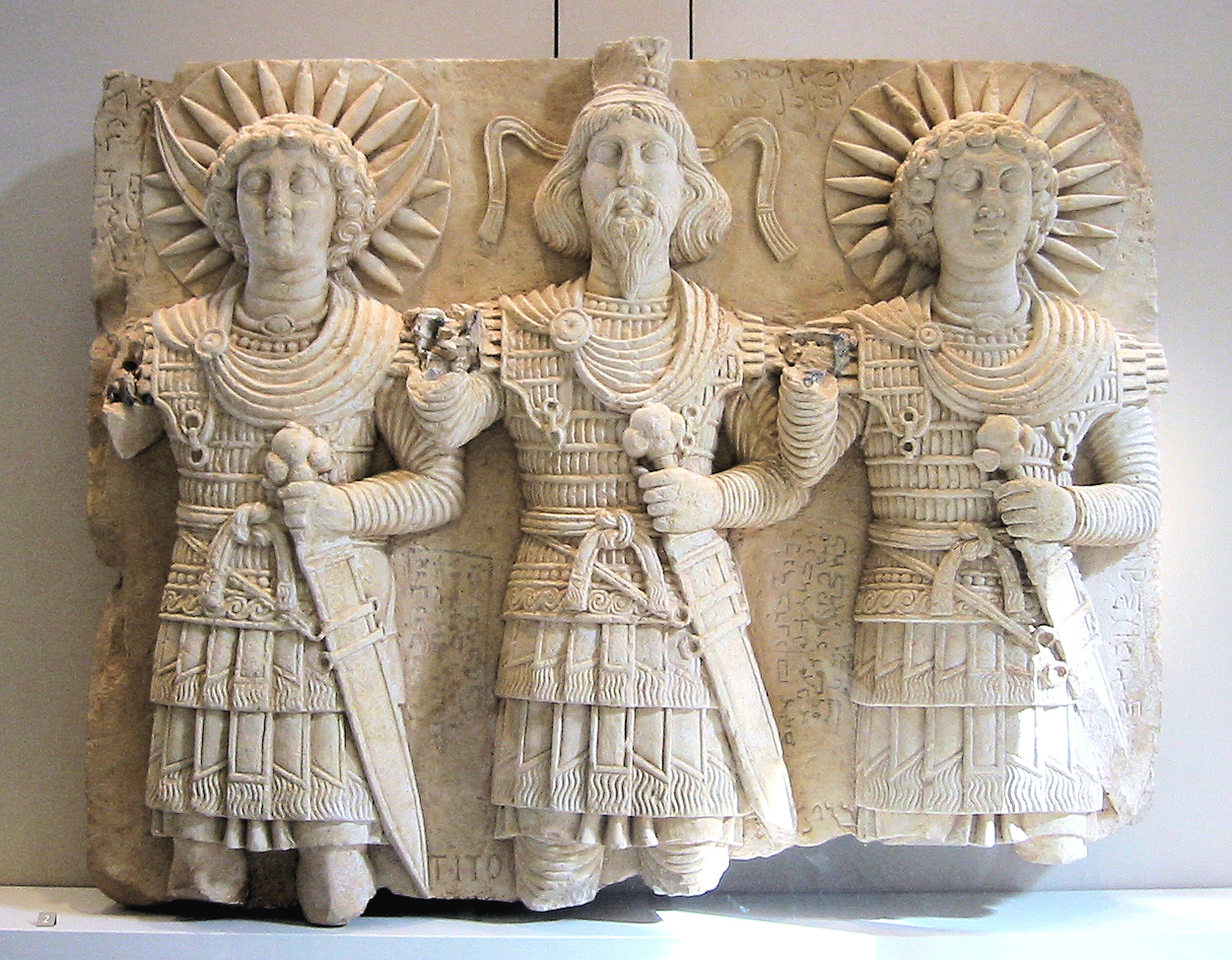
パルミラのバールシャミン三位神
- 中央: 主神バールシャミン
- 左: 月神アグリボール
- 右: 太陽神マラクベール
パルミラ近郊ワディ・ミヤ (Wadi Miyah) の Bir Wereb 付近より
（ルーヴル美術館所蔵）

パルミラには、ほかにバールシャミン三位神が見られる。バールシャミンは「天の主」の意で、紀元前2千年紀よりフェニキア（地中海沿岸）で知られ、紀元前950年頃のビブロスの王イェヒミルク (Yehimilk) の崇拝、それに紀元前800年頃のハマーの王ザキルの崇拝が認められる。豊饒と雷雨の神であり、パルミラ語の献辞では「世界の主」や「永遠」などと記され、ギリシア語の碑文ではベルと同じように最高神ゼウスとされる。
バールシャミン三位神は、ルーヴル美術館所蔵の1世紀前半とされる高さ60センチメートル、幅72センチメートルの浅浮彫りが初見であり、ベル三位神の成立とほぼ同時代にあたる。ベルはパルミラのほとんどの諸神と同じくひげを生やさないが、バールシャミンは外来神らしくひげを蓄えており、また、バールシャミン三位神は、向かって左が月神アグリボール、右が太陽神マラクベールとなり、バビロニアの思想と同様に月神が太陽神より上位に置かれる。しかし、ベルとバールシャミンが女神アスタルトらとともに並んだ浮彫りなどが発見されていることから、ベルとバールシャミンの三位神は類似するものの対立はなかったものとされるとともに、バールシャミン三位神のマラクベールは「ベールの使者」の意と考えられることから関係性が示唆される。

#### 無名神
パルミラ人は、神像やパルミラ文字を刻んだ石版・石台を祭碑として清浄な場所に祀り礼拝したが、シャドラファなど諸神の名が記された祭碑のほかに、修飾の言葉が神に捧げられているが特定の神名を添えない「無名神」とされる祭碑が最も多く、大小200余りある。これら祭碑の内容は、祈願・感謝を記すものが多い。
神名を伏せる記述は『旧約聖書』に類似するとして、ユダヤ教・キリスト教の影響が指摘されるとともに、外来神であったバールシャミンの名を伏せたとする説や、繁栄時代後半の新たな信仰表現とする説のほか、神の習合に見られるのように、個別の神に執着しない普遍的な神の概念によるともいわれる。

## 遺跡

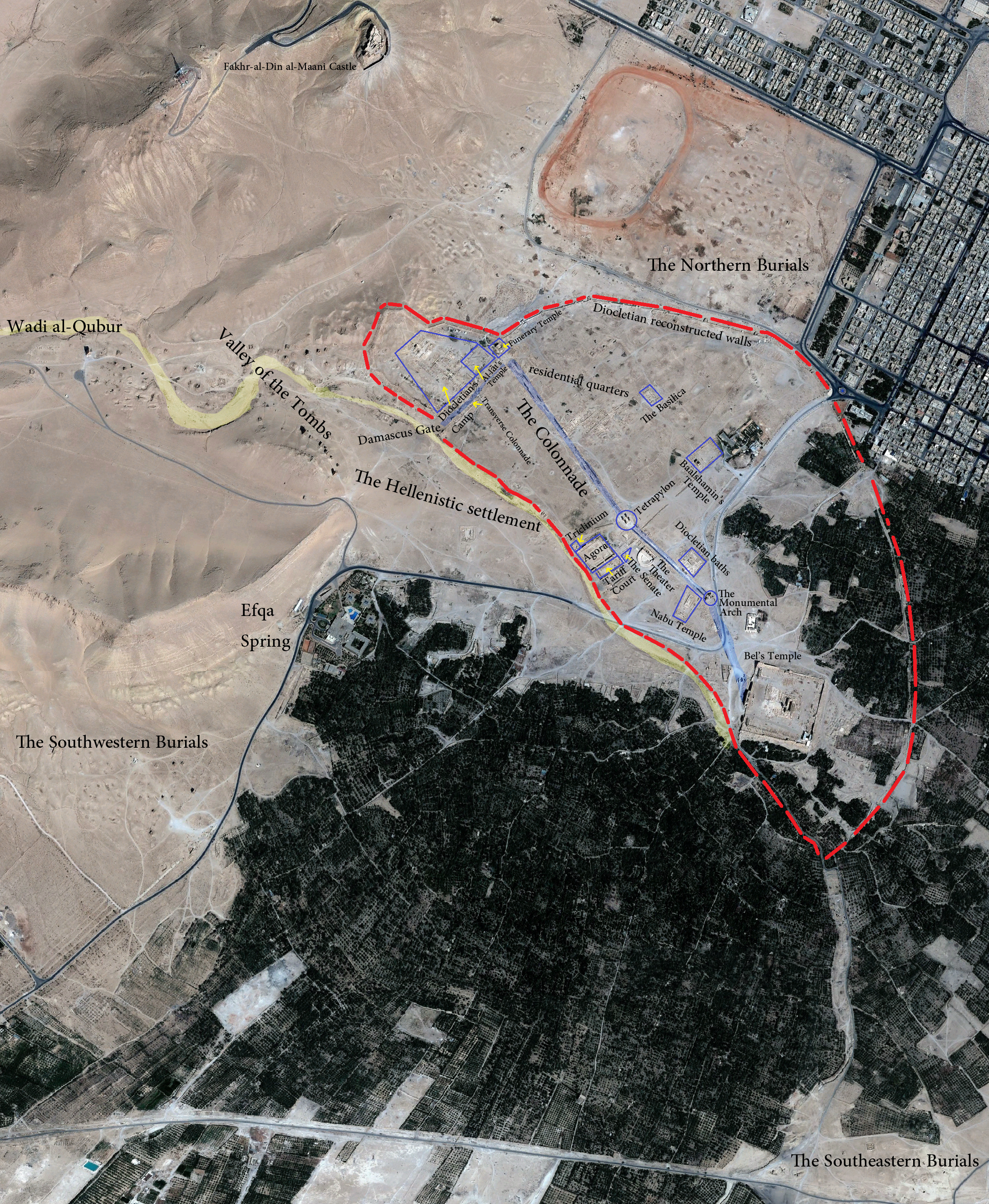
パルミラの遺跡一帯（標記: 英語）

パルミラ遺跡の概要図
1. ディオクレティアヌス城砦 2. 葬祭殿 3. 列柱道路 4. 縦断列柱道路 5. 四面門 6. アゴラ 7. バールシャミン神殿 8. ディオクレティアヌスの浴場 9. ローマ劇場 10. ナボー神殿 11. ベル神殿 12. 周壁

パルミラ遺跡は、11キロメートルの周壁に囲まれるとともに、東西4キロメートル、南北3キロメートルにおよび、世界遺産として 16.4平方キロメートル (1,640 ha) を占めている。当初のパルミラの町は、ベル神殿の西側に日干し煉瓦によって造営されたが、その後、ワジ（ワディ）の洪水など被災による復興のため、町は北側のやや高い位置に移設された。その時代が、建設に必要な固い石灰岩を要する塔墓から、石材をそれほど要しない地下墓地に移行した年代にあたるとされる。世界遺産とされる遺跡周辺のバッファゾーンは 168平方キロメートル (16,800 ha) であるが、塔墓はこの範囲に位置しており、構成要素に含まれない状況にある。

### ベル神殿
パルミラ遺跡で目にする最大かつ最古の建築物は、東端に位置する紀元32年4月6日に建立された神殿であり、4月6日は毎年燔祭（はんさい）が行なわれるパルミラの吉日であった。しかし、最古の碑文による紀元前44年当時、すでに旧ベル神殿があったことが認められ、そこにベル神殿が再建されたものといわれる。西アジアで最も保存状態の良い神殿であったこのベル神殿は、1929-1932年にフランス調査隊によって発掘調査された。境内は東西210メートル、南北205メートルにおよぶ周壁に囲まれ、中央（やや東寄り）にある本殿は、東西30メートル、南北55メートルの長方形であり柱廊に囲まれる。ベル三位神（ベル、ヤルヒボール、アグリボール）を祀るために中央部の本殿が紀元32年に建立され、境内が70年代に拡張された後、神殿は柱廊（ポルチコ）や正門（プロピュライア）の装飾も入れると2世紀末まで拡充された。

### ナボー神殿
記念門に近い列柱道路の南側には、塔墓で知られ都市の建設に尽力したエラベール家が建立に携わったナボー神殿の遺構が現在に残る。1世紀に建立されているが、神殿の建設は2世紀まで継続された。ドイツ調査隊による1917年の調査の後、1963-1964年および1970年にシリア考古局によって発掘された。境内はおよそ台形をなしており、入口のある南面44メートル、東面85メートル、西面87メートル、北面60メートルは列柱道路に平行する。本殿は東西9.15メートル、南北20.6メートルであり、32本のコリント式円柱に囲まれる。

### バールシャミン神殿

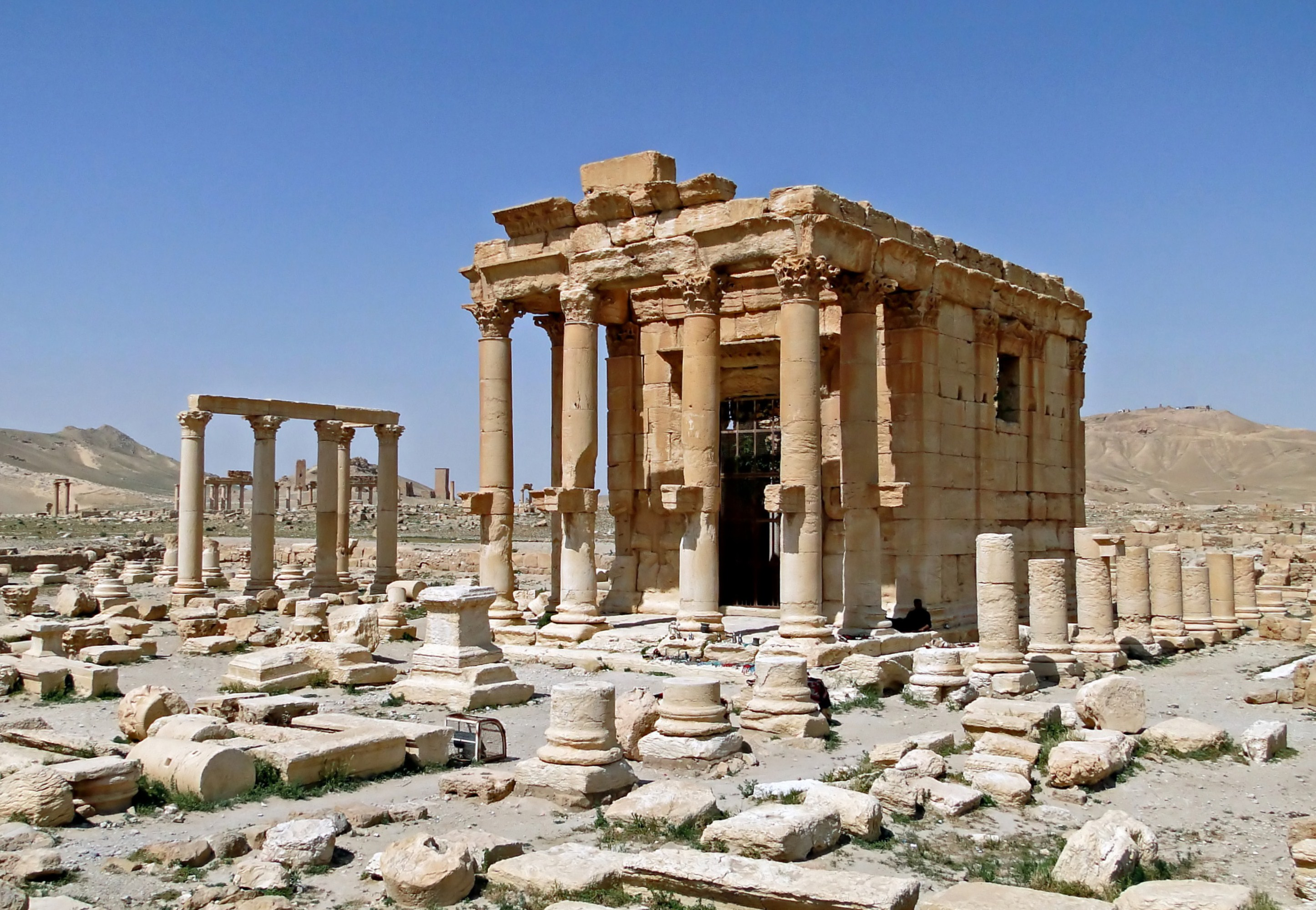
バールシャミン神殿（2010年）

列柱道路の四面門のやや東より北方に延びる道路の片側に位置する神殿で、紀元130-131年のうちに建立ないし再建されたが、建設の開始は紀元23年にさかのぼり、67年には北側の儀式宴会場と柱廊が囲む中庭が築かれており、その後149年になって南側に同様の中庭が建設されている。1939年のドイツの調査隊による簡略調査の後、1954-1956年、スイス調査隊により発掘調査された。境内は4つに仕切られ、本殿付近の中庭円柱にあった彫像の持ち送りの1つに、257-258年のギリシア語によるセプティミウス・オダエナトゥスの献辞が認められている。

### アラート神殿

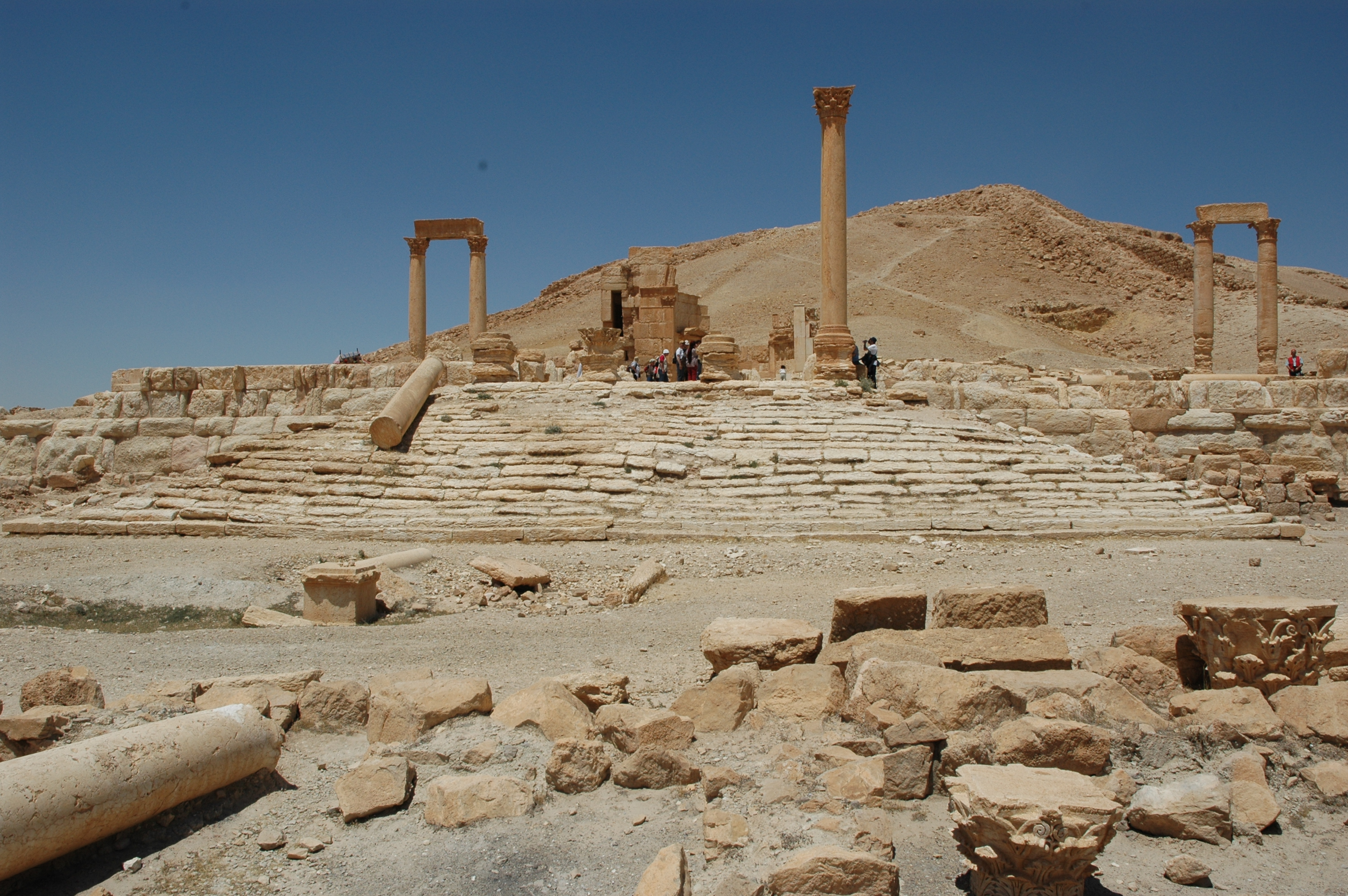
アラート神殿（2004年）

ディオクレティアヌス城砦の城壁北側に、2世紀にアラビアの女神アラート（アッラート）に捧げられた神殿の遺構があり、1959年よりポーランド調査隊によって発掘調査された。建立の年代を示唆する103-164年の間とされる碑文が発見されたほか、一部に148年および188年の碑文が残存する。境内は幅28メートル、奥行46メートルにおよび、本殿は幅10メートル、奥行19メートルの土台上にある。1977年にライオン像の断片が発見され、ほかにも女神アテーナーの像の断片など、復元可能な彫像が多数発掘された。

### ベルハモン神殿
ムンタル山の頂上からエフカの泉や西南墓地の方向に延びる古い周壁の塔を利用した礼拝堂であり、1965年にフランス調査隊により発見された。フェニキアの神ベルハモン（バアル・ハモン）に捧げられ、紀元89年5月の建立されたが、後の1162年に行者の祈祷所に改造されている。
このベルハモン神殿のほかにも、諸神の神殿の存在が碑文などから読み取れる。例えばマラクベールとアグリボールを祀った「聖庭（聖木）神殿」、アラビアの砂漠でキャラバン（隊商）の神の「アルス神殿」、シリアの豊饒の神の「アタルガティス神殿」があったことが認められる。

### 列柱道路

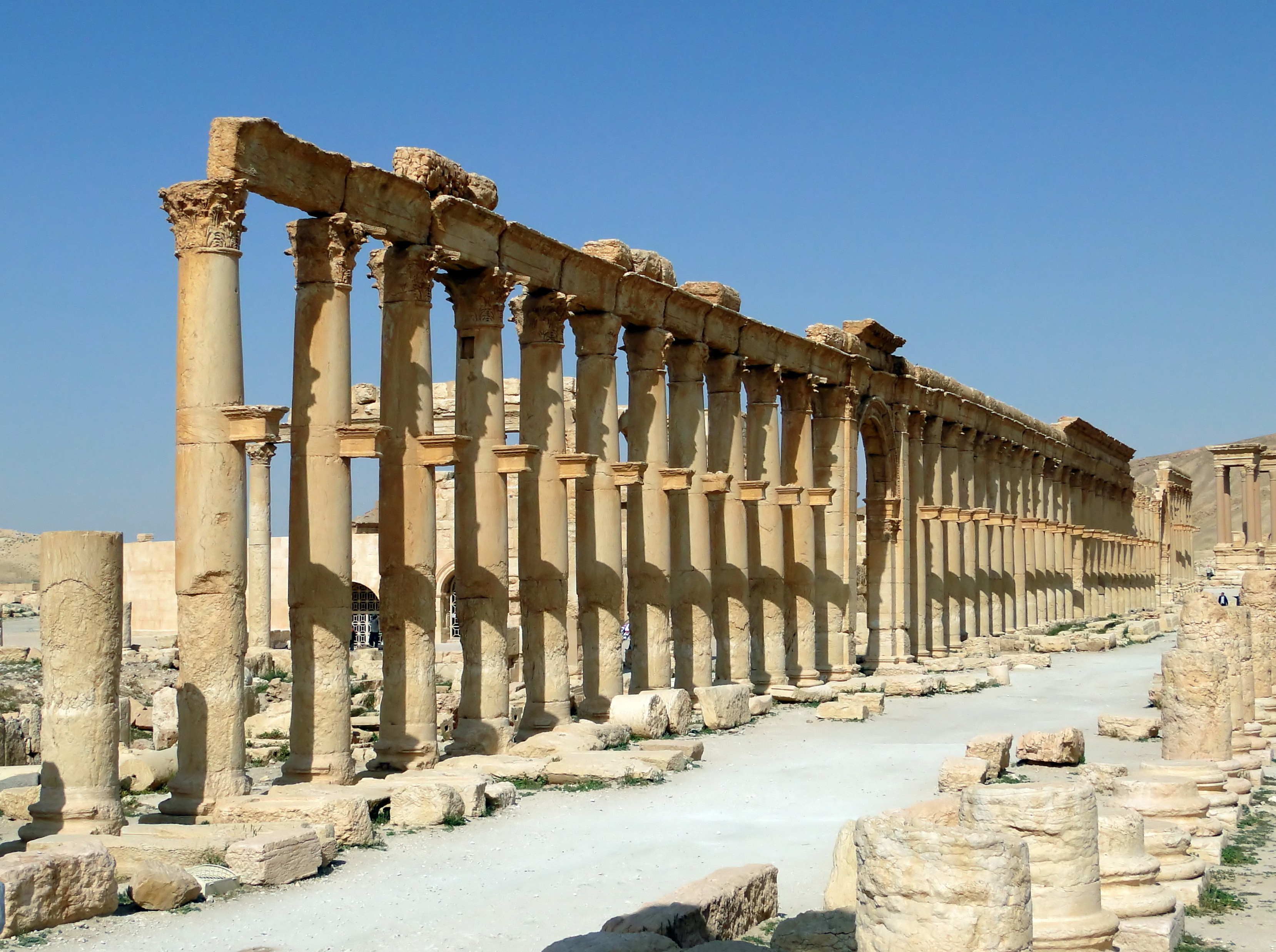
パルミラの列柱道路（2010年）
ローマの植民都市や軍営の都市計画で、東西に貫く通りはデクマヌスと呼ばれ、最も中心となる大通り（都市軸）はデクマヌス・マクシムスと呼ばれた。

ベル神殿の手前につながり、記念門から古代都市の葬祭殿に至るパルミラの列柱道路は延長1.4キロメートルにおよび、古代ローマのデクマヌス (Decumanus) に相当する。ただしパルミラの列柱道路は、当初の町がベル神殿の西側に造営された後、2世紀前後に北側へと移動しており、中心軸の列柱道路はベル神殿から北西方向に向かっている。列柱の持ち送り部分にはそれぞれ高貴な人物の肖像が掲げられていた。
記念門
列柱道路の起点にあたる多彩な装飾が施されたパルミラの記念門は、3世紀初頭の皇帝セプティミウス・セウェルスの治世にさかのぼる。1930年にフランスの建築家ロベール・アミーにより修復されていた。
四面門
列柱道路中央の一端には、1963年に大部分が復元・再構築されたテトラピュロンの建築物である四面門があり、一辺4.3メートルの4つの基壇に各4組の柱を備える。エジプトのアスワン地方から運ばれた赤色花崗岩でできた元来の円柱のうち1本だけが今日にも見られたが、円柱は3つの断片として発見されたもので、復元時の柱の高さは推定による。

### ディオクレティアヌスの浴場

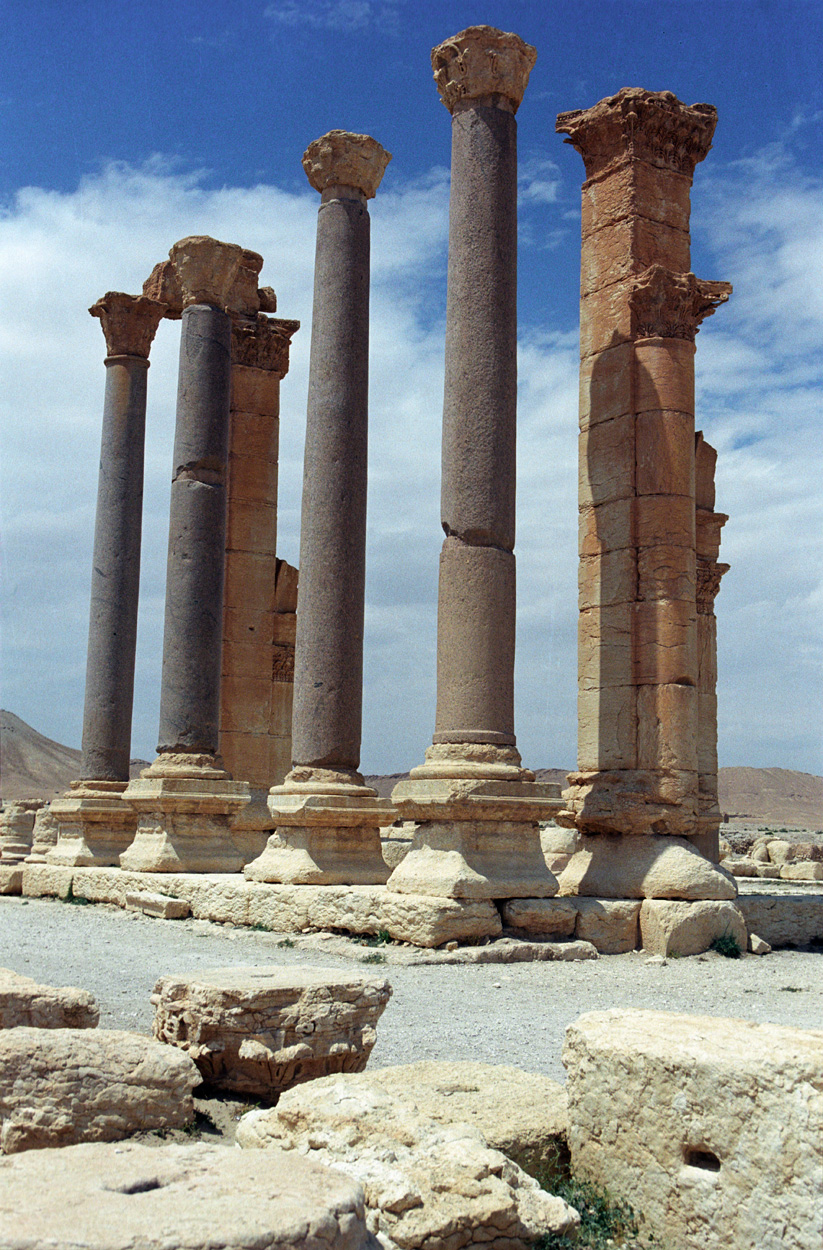
ディオクレティアヌスの浴場の入口に立つエジプト産花崗岩の4本の円柱（2007年）

記念門から少し西に離れて、ディオクレティアヌスの浴場と称される幅85メートル、奥行51メートルの構造物の跡があり、入口にエジプトの花崗岩による4本の円柱が並ぶ。ギリシア語碑文により293-303年の間に完成し、ディオクレティアヌス城砦を構築したソシアヌス・ヒエロクレスが関わったとされるが、建設はセプティミウス・セウェルスの時代にさかのぼることが、シリア考古局の発掘・調査により確認されている。

### ローマ劇場
現在のパルミラに残る野外劇場は、1952年からシリア考古局によって砂中より発掘され、階段状の観覧席11列、13段が残存する。舞台の正面の幅は48メートル、奥行10.5メートルで、2世紀前半に建設され、典型的なローマ劇場の様相を備える。このローマ劇場の後方には、小さな元老院議事堂とされる建物の遺構があるが、簡素なことから商人らの本拠（キャラバンサライ）であったとも考えられる。

### アゴラ

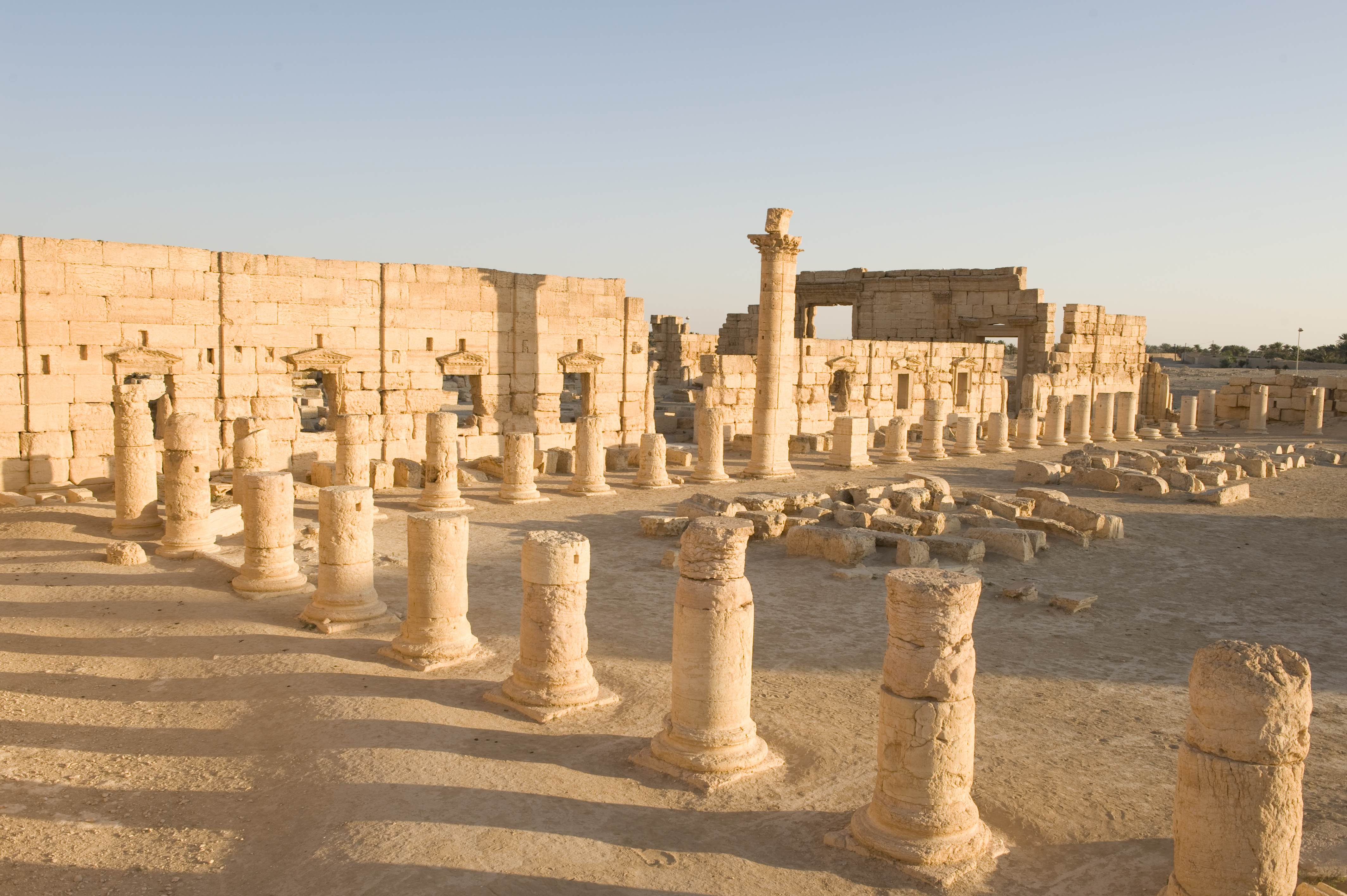
アゴラ（取引場）の中庭（2009年）

ローマ劇場の近くにはまた大きなアゴラ（取引場）があり、幅84メートル、奥行71メートルのフォルム（広場）に該当する中庭にイオニア式の柱廊が巡らされ、北の柱廊の四隅には貯水槽がある。1939-1940年にフランス調査隊により発掘され、演壇の礎石も認められる。かつて壁面や円柱の持ち送りに掲げられていた彫像は残存しないが、その人物の献辞を記した碑文が数多く認められる。アゴラの入口は11か所あるが、柱廊の東側中央の大きな入口には、皇帝セプティミウス・セウェルスとその家族らの彫像が飾られていた。

### 葬祭殿

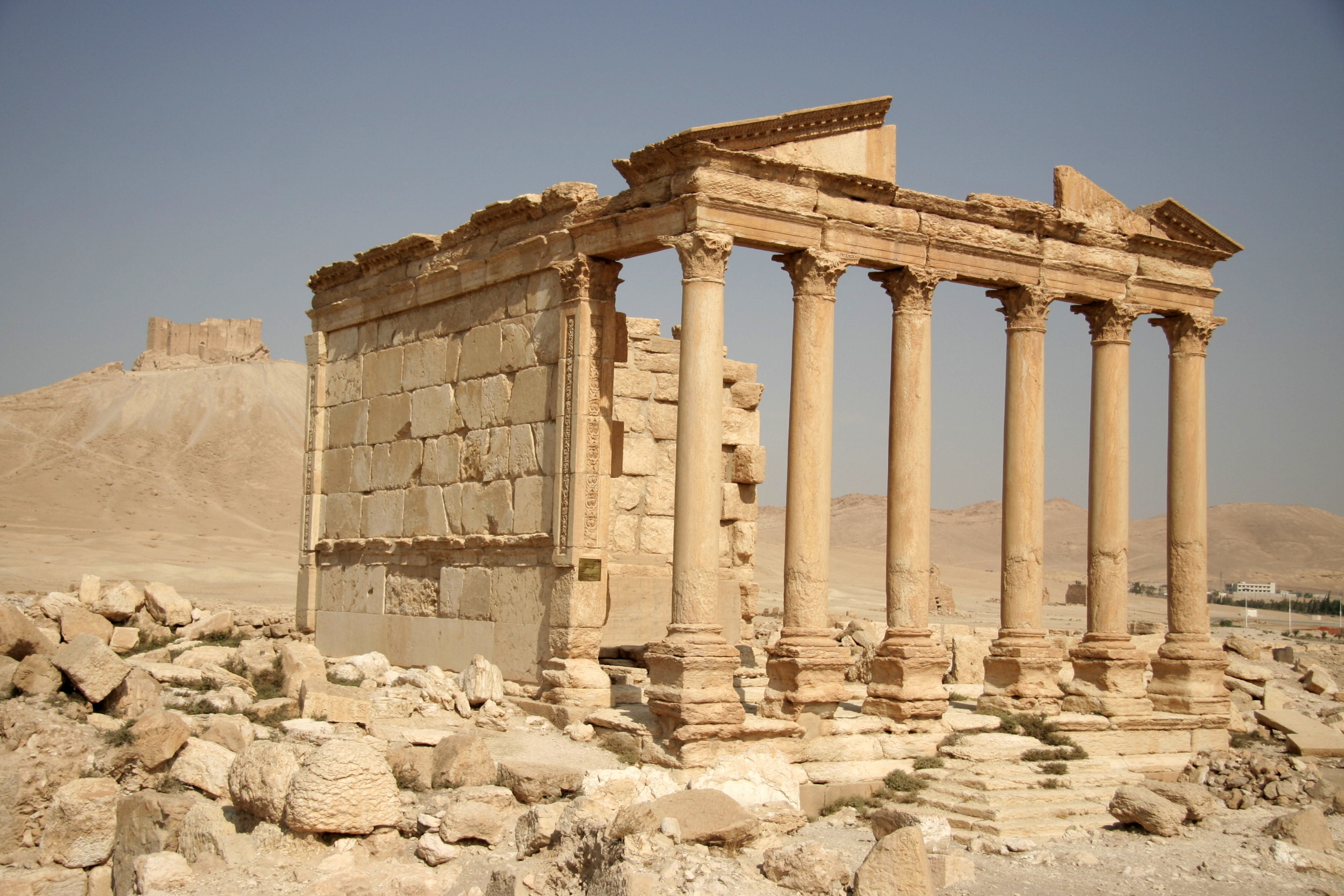
葬祭殿（2007年）

中央軸となる東西通りは、ディオクレティアヌス城砦につながる葬祭殿の前で縦軸の南北通りと交差し、南端のダマスカス門に通じ、そこからダマスカスに向かう道があった。葬祭殿は、3世紀の神殿式墓廟であり、柱廊玄関（ポルチコ）に6本の円柱と切妻屋根と、塔墓と同じような構造を備える方形の建物の一部があり、86号家屋墓とされる。シリア考古局により修復されている。

### ディオクレティアヌス城砦
ディオクレティアヌス城砦（陣営・軍営地〈カストラ〉）は、パルミラ崩壊後の300年頃（293-303年）、皇帝ディオクレティアヌスのもと、シリアの総督ソシアヌス・ヒエロクレスによって築かれた。中央に軍隊を収容する東西45メートル、南北62メートルの大きな広間 (principia) があり、広い階段の上方に本営（プレトリウム、Praetorium）の遺構がある。1959年以来、ポーランド調査隊によりシリアと共同で発掘調査されており、おそらく以前は女王ゼノビアの時代の宮殿であったといわれる。

## ネクロポリス
パルミラのネクロポリス（墓地）は、墓の谷（死者の谷）墓地、西南墓地、東南墓地、北墓地の4か所があり、それぞれ共同墓地として、塔墓（紀元前1-後1世紀頃〈紀元前9-後128年〉）、地下墓（1-2世紀頃〈紀元81年-〉）、家屋墓（2-3世紀頃〈紀元143年-〉）が設けられており、およそ各100体余りの遺体が収納される高さ0.6メートル、幅0.5メートル、奥行2メートルほどの納体室（ロクルス、loculus）が備えられ、それらは建設された時代からパルミラが滅亡するまで長きにわたって使用された。塔墓・地下墓には建立者の名や年代を記した碑文が認められ、また、紀元50年以降の墓室には、納体室の小口の蓋（ふた）にもなる故人の胸像のほか、子供の立像、家族饗宴像の浮彫りなどが見られる。そのほかにも多様な一般墓地が認められる。

### 墓の谷墓地

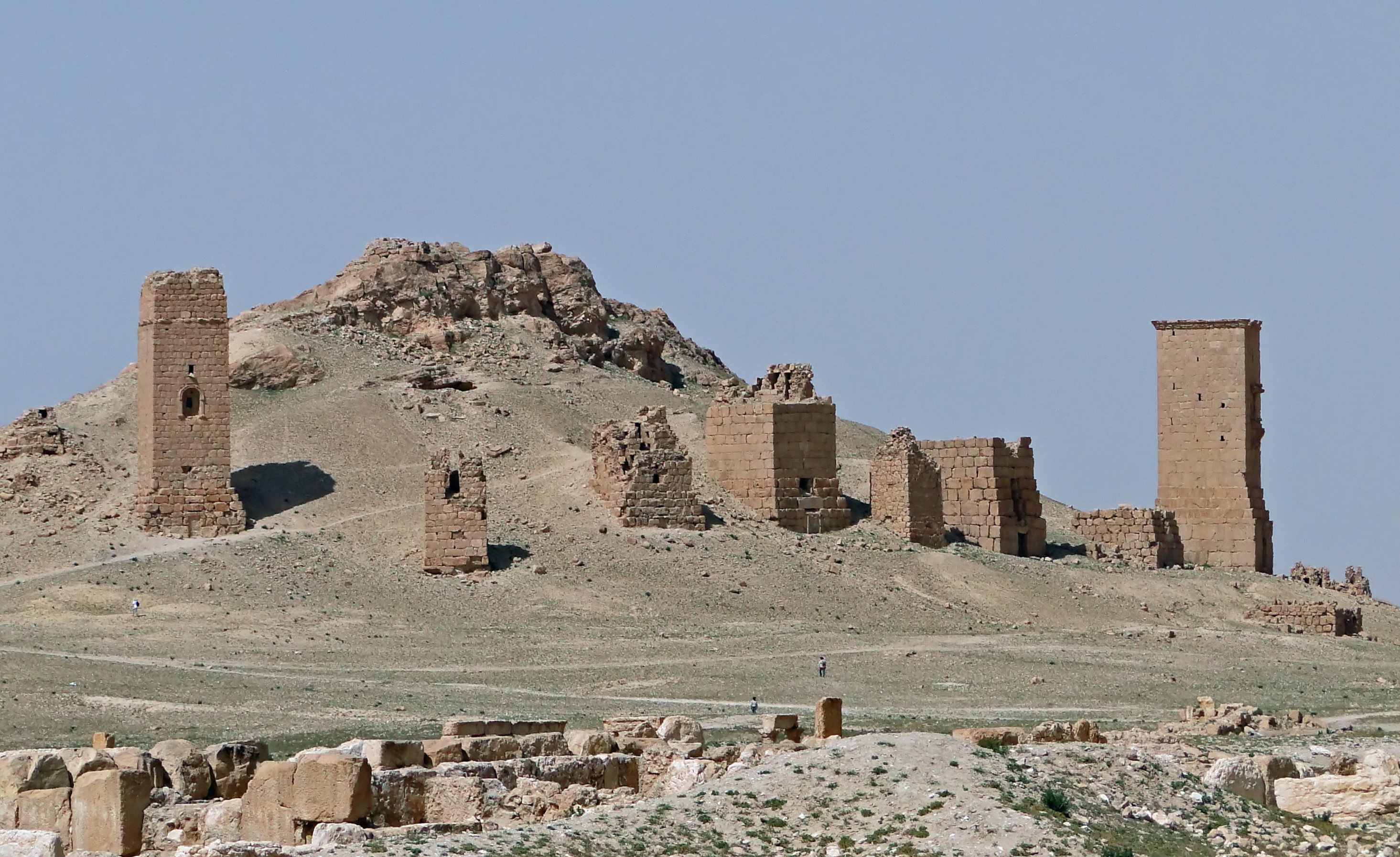
墓の谷の塔墓（2010年）

パルミラ遺跡の西側周壁外にある谷間のような丘陵斜面は1.5キロメートルにおよび、パルミラ独特の塔墓が数多く見られる。1933年から5年間におよぶフランス調査隊の発掘により、紀元83年建立の「ヤムリコ〈Jamblique〉の塔墓」、103年に建立された「エラベールの塔墓」、それに1世紀末頃の「46号塔墓」の3基より中国製絹織物の断片が発見され、1934-1940年に調査結果が報告された。その後、紀元前9年建立の「アテナタン塔墓」よりパルミラで最古の絹織物（平絹）が認められた。また、エラベールの塔墓の東側で2世紀の「ヤルハイの地下墓」が1934-1935年に発掘され、ダマスカス国立博物館に復元・展示されている。また、墓の谷のヤルハイの地下墓を模した彫像の展示がイスタンブール考古学博物館でされている。

### 西南墓地

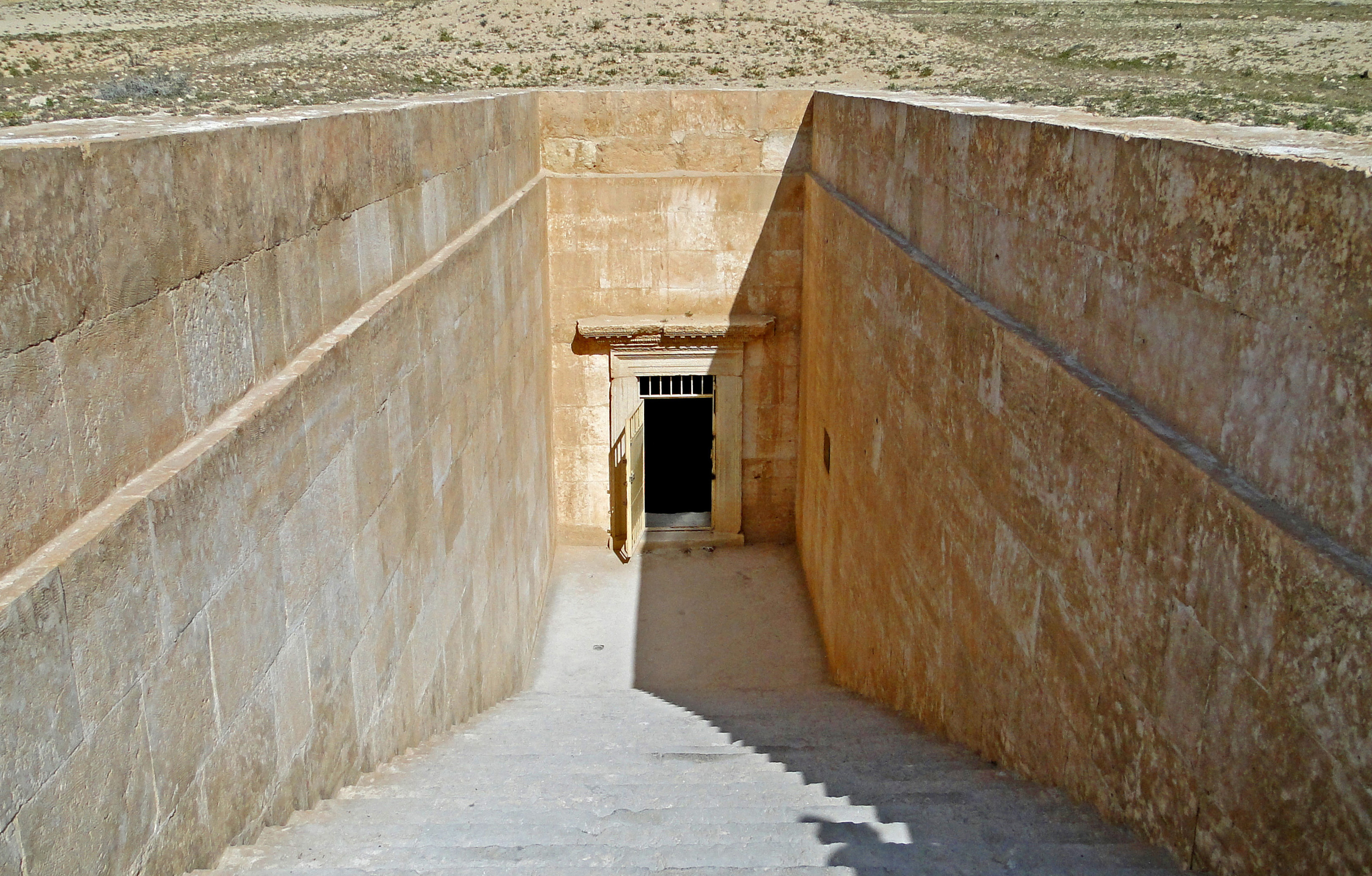
三兄弟の地下墓の入口（2010年）

ムンタル山の麓にある「三兄弟の地下墓」周辺におよそ10基の地下墓が認められる。エフカの泉の南約800メートルに位置する「三兄弟の地下墓」（紀元140年頃）は、入口が切石により構築され、内部には2つの側室があって三方に分かれており、床面は地下7.5メートルとなる。142-143年頃に遺体を葬った碑文の発見により、建立の年代は142年ないし143年とされるが、パルミラ語碑文により、160年、191年、241年に数か所の分譲・売却が何度か認められる。ヘレニズム様式の壁画で装飾された唯一知られる地下墳墓であるが、ISILの基地に利用された際、墓室内は改造され、壁画は塗り潰されていた。

### 東南墓地
ベル神殿の南約1.5キロメートルにあり、塔墓・家屋墓およそ20基余りが認められる。また、約20基の地下墓が発見されており、1950年代、シリア政府により10基余りが発掘調査され5・9・11号墓が修復・復元されている。1991年からは、日本の調査隊によりA・C・D・E・F・G・H号墓の7基が調査され、4基の地下墓（C・E・F・H号墓）のうちF号墓「ボルハとボルバ兄弟の墓」（紀元128年）・H号墓「タイボールの墓」（紀元113年）が修復・復元された。C号墓「ヤルハイの墓」（紀元109年）からは、女神ニケの彫像、ヤルハイの彫像などのほか人骨（61体）が発見された。その後、治安の悪化により、日本が修復・復元した墳墓は防御のため2011年に埋め戻されていたが、F号墓を除いてすべて盗掘され、彫像の大半が奪われた。

### 北墓地
パルミラ中央北側にある。かなり激しく崩壊しているが、塔墓や家屋墓の残存状況から墓の谷に次ぐ墓地であったと考えられる。崩壊していた3世紀の家屋墓である「129-b号墓」の調査・復元作業が2006年より日本の調査隊によってされている。129-b号墓は、一辺約11メートル四方の小規模な石灰岩による神殿風の構造物であり、西側に入口の階段を備える。

## 「北のパルミラ」
ロシアの首都であったサンクトペテルブルクは、別称として「北のパルミラ」（セヴェルナヤ・パルミラ、ロシア語: Северная Пальмира）とも呼ばれており、サンクトペテルブルクからモスクワを経てロシア南部のソチまで2400キロメートル、39時間を要する長距離列車「北のパルミラ号」（Северная Пальмира）が現在も運行する。この呼称は、1751年にパルミラ遺跡を訪れたロバート・ウッドが、著書『パルミラの遺跡』（1753年）をロシア皇帝エカチェリーナ2世に献呈した際、女帝エカチェリーナ2世をゼノビアになぞらえ、「エカテリーナ2世女帝陛下、北方のパルミラのゼノビアへ」という献辞が添えられたことが、サンクトペテルブルクをパルミラにたとえるきっかけとなった。

## 世界遺産

### 登録基準
この世界遺産は世界遺産登録基準のうち、以下の条件を満たし、登録された（以下の基準は世界遺産センター公表の登録基準からの翻訳、引用である）。
- (1) 人類の創造的才能を表現する傑作。
- (2) ある期間を通じてまたはある文化圏において、建築、技術、記念碑的芸術、都市計画、景観デザインの発展に関し、人類の価値の重要な交流を示すもの。
- (4) 人類の歴史上重要な時代を例証する建築様式、建築物群、技術の集積または景観の優れた例。

### 危機遺産
シリア内戦による保全状況の悪化を理由に、他のシリアの世界遺産とともに、2013年、危機遺産リストに加えられた。